# 賓夕法尼亞鐵路
賓夕法尼亞鐵路（英語：Pennsylvania Railroad，簡寫為），簡稱賓州鐵路（英語簡稱為），是美國曾經存在的一個一級鐵路系統，成立於1846年，總部位於費城；是美國於20世紀鐵路歷史上最龐大的鐵路公司，在最高峰時其路網長達10,000英里（16,000公里），而在其歷史中賓州鐵路投資或是合併了大大小小總共800家鐵路公司。1920年時其里程數和運量是其他大型鐵路公司（如聯合太平洋鐵路）的三倍。賓州鐵路在當時曾是全世界最大的上市公司，而賓州鐵路公司亦保持著最長久的連續分配股利長達百年多之久的紀錄。賓州鐵路公司的董事長在很長一段時間內曾被認為比較美國總統還有權勢，主要是因為是賓州鐵路的年預算曾經比美國聯邦政府還龐大。
賓夕法尼亞鐵路在1968年時與其競爭對手紐約中央鐵路合併成為賓州中央鐵路。聯邦政府的州際通商委員會（ICC）在1969年時要求情況不良的紐約紐哈芬哈特福鐵路也被併入賓州中央鐵路。然而隨後因為一連串的事件，例如通貨膨脹、管理不當、異常氣候、以及聯邦政府停止財務支持等因素之下，賓州中央鐵路被迫在1970年6月21日申請破產保護。隨後賓州中央鐵路的路線便被分給聯合鐵路與美鐵。
賓夕法尼亞鐵路的標誌是賓夕法尼亞州的象徵物拱顶石內框相連接的「PRR」三個英文字母，而其色彩為紅底配銀灰色文字與外框。

## 歷史

### 主線

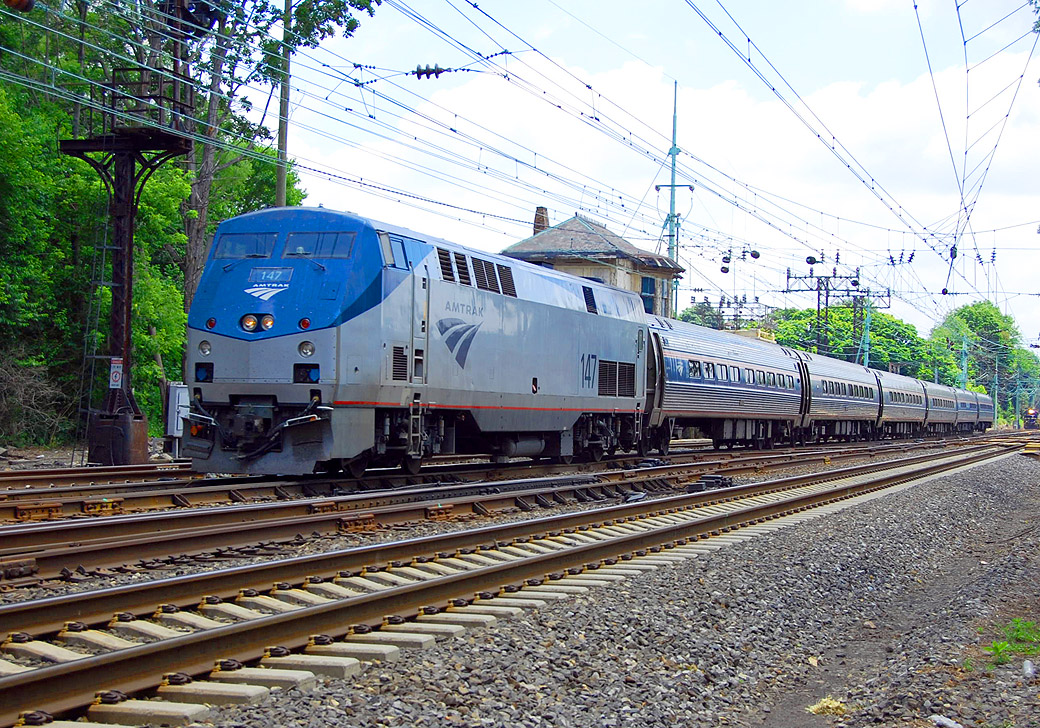
美鐵“賓夕法尼亞人號”列車，從紐約市開往匹茲堡，運行在原賓夕法尼亞鐵路主線上

#### 背景
隨著1825年伊利運河和1828年切薩皮克和俄亥俄運河的開工，費城的商界人士十分擔心費城港的交通地位受到動搖。1826年，賓夕法尼亞州議會討論開掘“公共事業主線”運河穿越賓夕法尼亞州。但隨即發現，單一的運河系統並不是效率最高的選擇，若將鐵路、纜索鐵路和運河相結合，效率將得到顯著提高。最後，“主線”交通系統包括了費城和哥倫比亞鐵路、薩斯奎哈納河和朱尼亞河之間的運河、阿利根尼山的纜索鐵路、康乃末河和阿利根尼河之間的運河並最後抵達匹茲堡和俄亥俄河。整個複雜的計劃於1834年完工。但由於不同交通方式之間頻繁的轉換，以及冬季運河封凍，運輸效果並不佳，亟需新交通系統。

#### 早期歷史

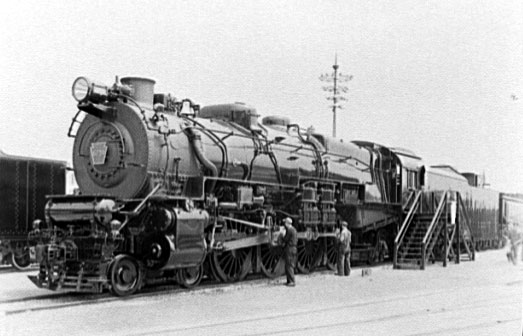
1939年紐約世博會期間展出的M1型蒸汽機車

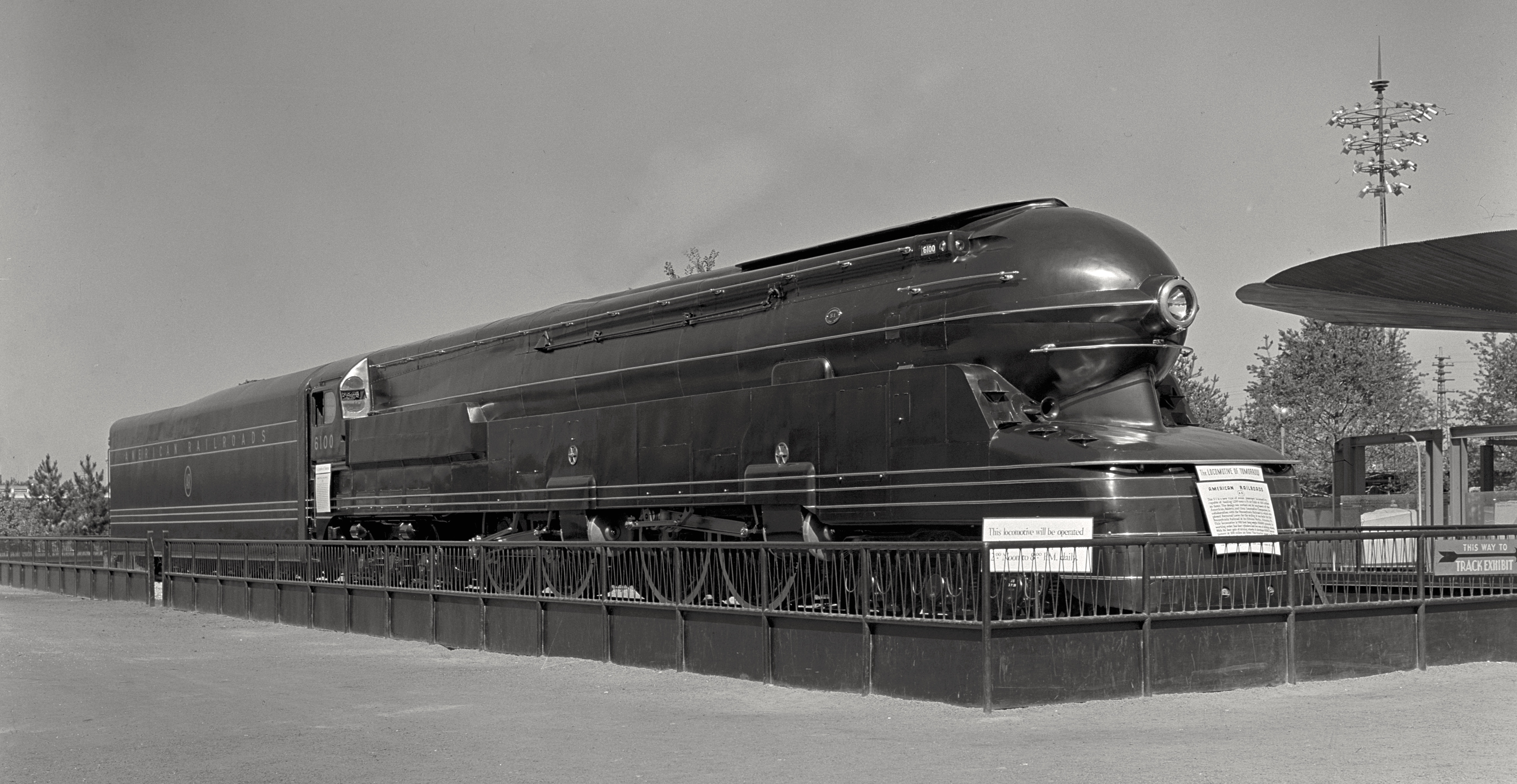
1939年紐約世博會期間展出的S1型蒸汽機車

1846年，賓夕法尼亞聯邦（the Commonwealth of Pennsylvania）特許成立私鐵企業賓夕法尼亞鐵路，以修築哈里斯堡至匹茲堡的鐵路線。總工程師為原佐治亞鐵路工程師約翰·埃德加·湯姆森（John Edgar Thomson）。線路沿薩斯奎哈納河西岸向北至和朱尼亞河交匯處，隨後鐵路沿朱尼亞河岸上溯阿利根尼山丘陵地帶，至現在的阿爾圖納市。為翻越山區，鐵路先沿一段緩坡前進約10英里，進抵兩山之間的山谷，隨後鐵路線以220度蹄铁曲线的方式上升，坡度為2%。經3,612英尺長加利津隧道穿過山頂後，線路慢慢下降直至約翰斯敦。

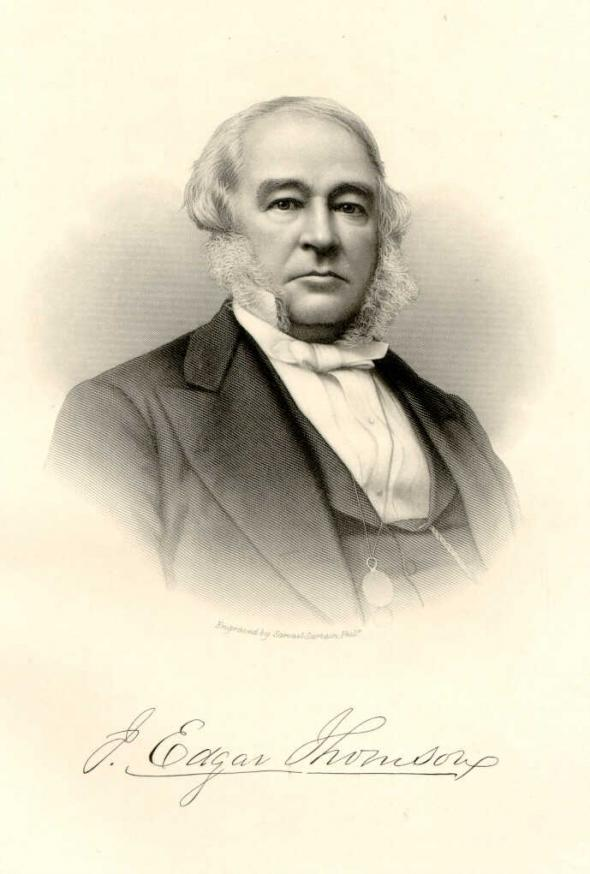
約翰·埃德加·湯姆森

鐵路的西段從匹茲堡同時開工，並沿阿利根尼河和康乃末河至約翰斯頓。隨後，賓夕法尼亞鐵路獲得了費城和哥倫比亞鐵路的路軌，並且亦控制了哈里斯堡至蘭開斯特三條短支線。1854年，費城和匹茲堡之間的鐵路線完成。1857年，賓州鐵路向賓州州政府收購了“公共事業主線”的全部產權，並棄用了大部份運河和纜索鐵路。主線修築時即為雙線鐵路，19世紀末增設了第三線和第四線。1850年代末至20世紀初，賓州鐵路通過控股以及簽訂長達999年租約的方式，控制了附近鐵路公司。如今這條鐵路線為美鐵費城－哈里斯堡主線和諾福克南方鐵路的匹茲堡線，仍然是賓州重要的客貨運輸線路。
從1852年起，約翰·埃德加·湯姆森（1808–1874）開始領導賓州鐵路的直至其1874年去世。在湯姆森的帶領下，賓州鐵路不僅成為了當時世界上最龐大的公司，也領導了鐵路行業的技術發展和管理制度。湯姆森曾任賓州鐵路首任總工程師、第三任總裁。其大膽創新、客觀、注重技術和方法的理念對賓州鐵路帶來了深遠的影響，使賓州鐵路在19世紀中期處於鐵路業的領跑者的地位。然而在財政管理上，湯姆森持保守主義觀點，注重資本的平穩積累，避免風險。在湯姆森時代，賓州鐵路總里程數達6,000英里，是當時世界上最龐大的鐵路系統。此時的賓州鐵路經濟狀況良好、分紅穩定、工程高效、技術先進，車輛和設備均保持在世界一流水平，其公司管理方法亦是世界之翹楚。

### 紐約、費城、巴爾的摩和華盛頓特區線

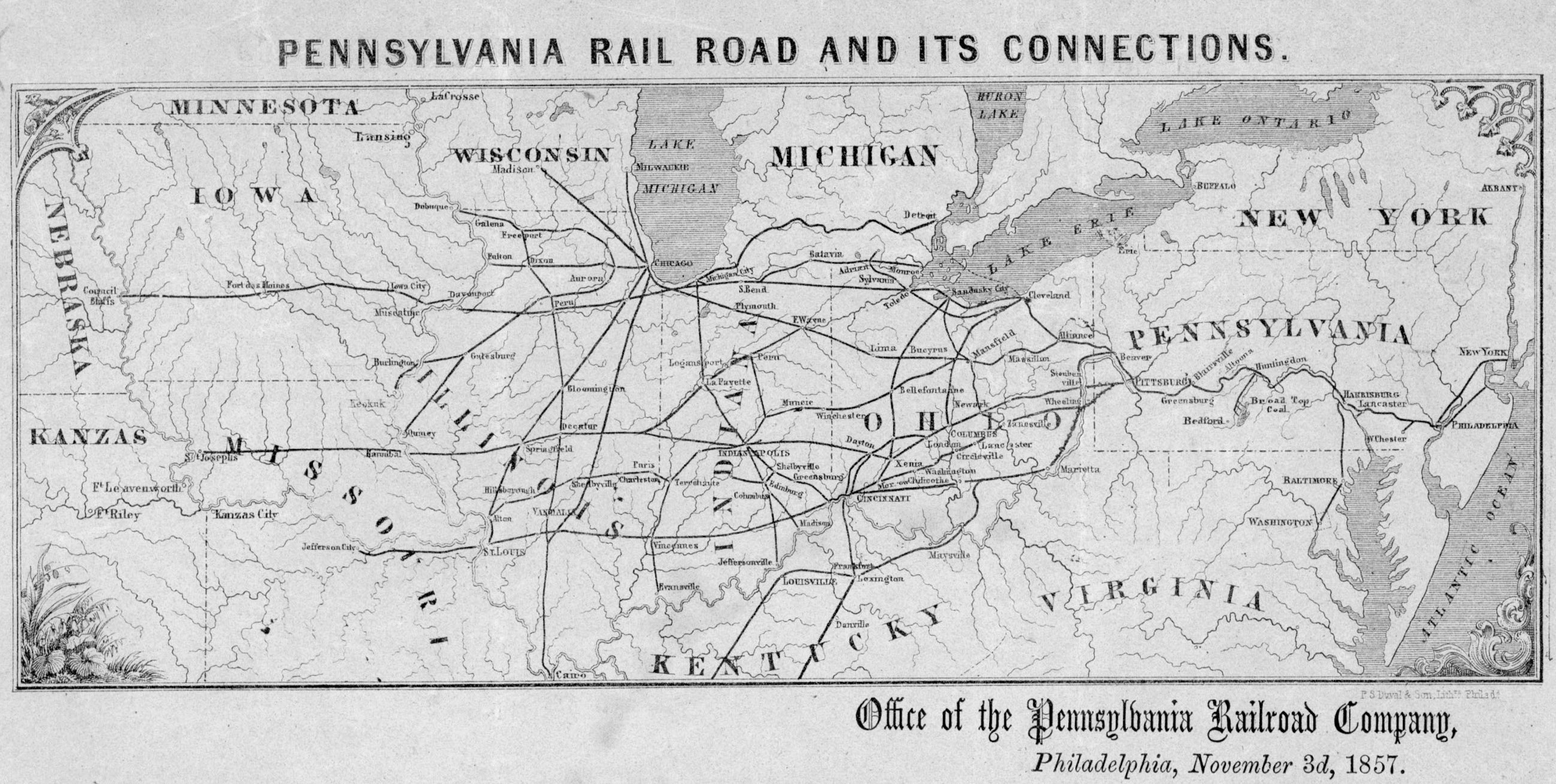
賓州鐵路地圖
1857年11月3日

1893年賓州鐵路系統圖

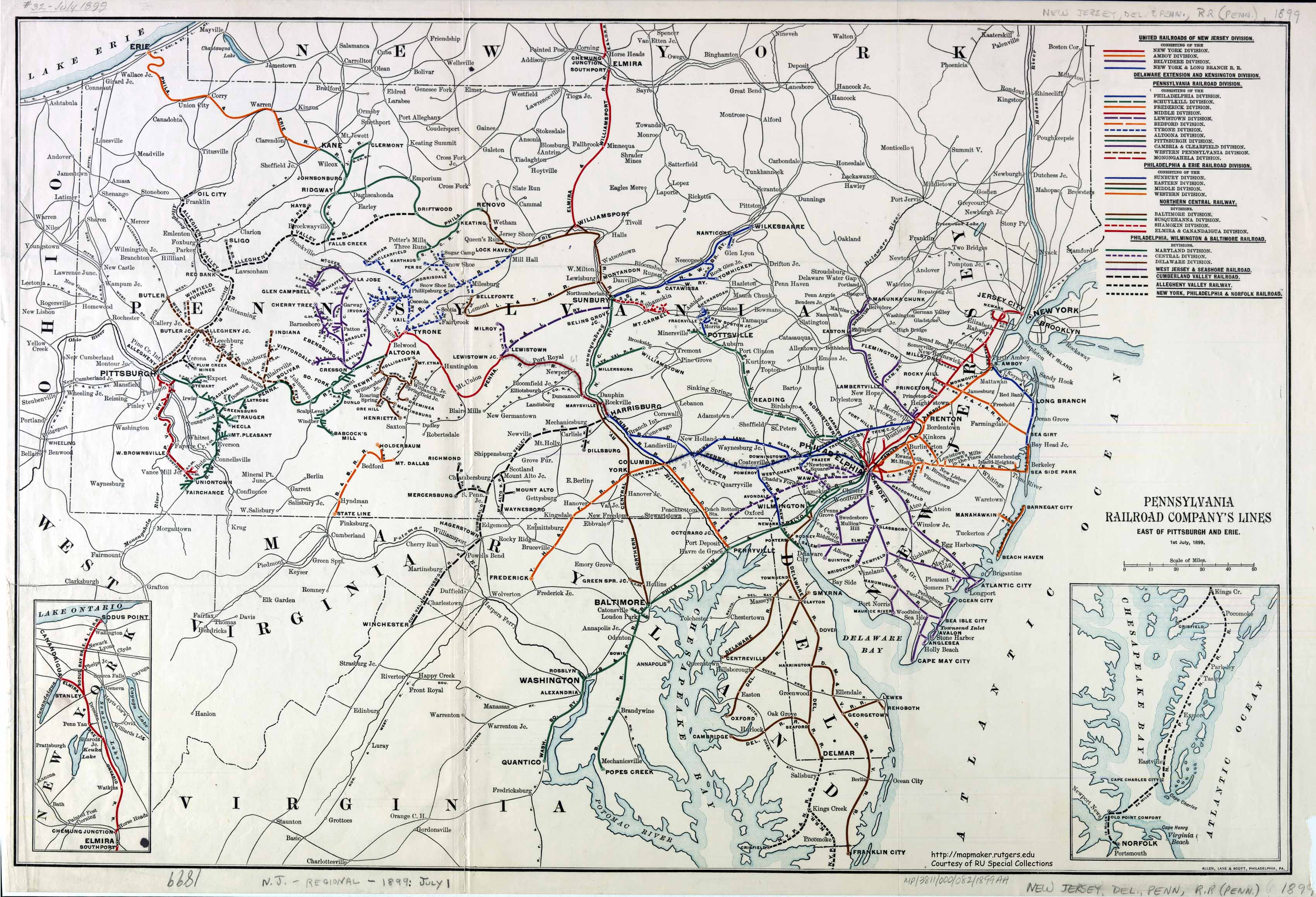
1899年“東部鐵路”系統圖

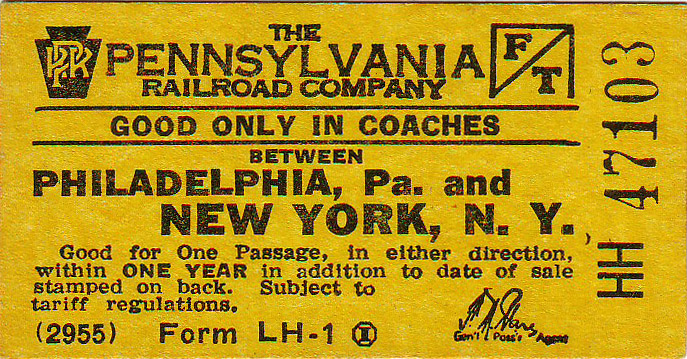
1955年左右費城-紐約座席車票

1861年，賓夕法尼亞鐵路獲得北方中央鐵路的控制權，其業務拓展至馬里蘭州巴爾的摩和薩斯奎哈納河畔，其線路經賓夕法尼亞州哥倫比亞或哈里斯堡。
1871年12月1日，賓州鐵路租賃了“新澤西鐵路和運河聯合公司”，其包含了從新澤西州卡姆登（和費城隔特拉華河相望）至南安博伊（和紐約市隔拉里坦灣相望）的鐵路線路（原屬“卡姆登和安博伊鐵路”）。其另一條線路從費城，經特倫頓至和紐約市相鄰的泽西市。兩條線路在費城由聯絡線相連，聯絡線由賓州鐵路和“聯絡線鐵路”共同擁有。
1872年7月2日，由賓州鐵路直接控制的“巴爾的摩和波托馬克鐵路”開張，其線路連接巴爾的摩和華盛頓特區。然而該線路在巴爾的摩並不和其他鐵路接軌，轉車乘客需搭乘馬車換乘。1873年6月29日，貫穿巴爾的摩市區的巴爾的摩和波托馬克隧道竣工。賓州鐵路開始使用易混淆的“賓夕法尼亞飛行鐵路”（Pennsylvania Air Line）來稱呼由沿北中央鐵路和經由哥倫比亞的鐵路線路。該線路全長54.5英里（87.5公里），稍長於原線，但乘客不需要出站轉乘。1873年7月24日，巴爾的摩聯合鐵路成立，其修築線路聯絡巴爾的摩各線路。賓州鐵路和巴爾的摩聯合鐵路以及“費城、威爾明頓和巴爾的摩鐵路”簽訂合約，以使用該聯絡線。合約簽定次日，賓州鐵路華盛頓特區和紐約市之間的列車就開始使用該線，“賓夕法尼亞飛行鐵路”亦正式結束。1880年代早期，賓州鐵路收購了費城，威爾明頓和巴爾的摩鐵路大部分股票。此舉迫使其主要競爭對手之一巴爾的摩與俄亥俄鐵路另闢蹊徑，建設“巴爾的摩和費城鐵路”以保證其列車能抵達費城，並在費城通過里汀鐵路線路抵達紐約市。
從1885年起，賓州鐵路從紐約至華盛頓特區的特快車就使用該線路，列車代號為“國會特快列車”。1920年代鐵路運輸高峰期，國會特快列車每小時開行一班。1952年，列車升級為18節不鏽鋼流線型列車編組，並區分為“午前國會特快”和“午後國會特快”。此外，波士頓至華盛頓特區的“參議員號”特快列車亦使用此線路。

### 紐約－芝加哥
1869年7月1日，賓夕法尼亞鐵路鐵路租賃了其原投資者，“匹茲堡、韋恩堡和芝加哥鐵路”。根據租約，賓州鐵路得以直接控制經北俄亥俄州和印第安納州進入美國中西部鐵路交通樞紐芝加哥的線路。此外賓州鐵路還獲得了“伊利和匹茲堡鐵路”、“克利夫蘭和匹茲堡鐵路”、“托雷多、哥倫布和俄亥俄河鐵路”以及“匹茲堡、楊斯敦和阿什塔比拉鐵路”的控制權；使得賓州鐵路的列車直抵伊利湖畔，進軍鐵礦石運輸生意。
1887年6月15日，紐約市至芝加哥的“賓夕法尼亞特快”開始運營。該次列車首次採用了“通道式列車”的設計。每節客車收尾兩端各有兩個對開的車門和一個封閉的平台用於上下客，各個客車通過平台相連接，形成通道，旅客可以通過通道在不同車廂間自由走動。1902年，“賓夕法尼亞特快”被“賓夕法尼亞特別列車”取代，1912年，更名為“百老匯特快”，成為賓州鐵路最有名的列車之一。列車從紐約市經費城至芝加哥，並延伸一條支線從華盛頓至哈里斯堡。後來華盛頓和芝加哥之間又開行一班新列車“自由特快”。

### 紐約－聖路易斯
1890年，賓夕法尼亞鐵路獲得了“匹茲堡、辛辛那提、芝加哥和聖路易斯鐵路”的控制權。該線路又稱為“鍋柄線路”，從匹茲堡向西至俄亥俄州布拉德福德並分叉為兩支，一支前往芝加哥，另一支則經由印第安納波利斯抵達东圣路易斯。該鐵路公司由俄亥俄，印第安納和伊利諾伊數個小鐵路公司合併而來，最後一個被收購的是“萬達利亞鐵路”。憑藉鍋柄線路賓州鐵路的列車最終可以抵達聖路易斯。
該線大部分路段為雙線鐵路，主要承擔南伊利諾伊州產煤區的煤炭運輸，以及賓夕法尼亞鐵路“藍色絲帶”系列列車：“聖路易斯人號”、“傑斐遜人號”、以及“聖路易斯精神號”。

### 低坡度線路
1900年左右，賓夕法尼亞鐵路建設了數條低坡度線路，用於較為沈重的貨運列車通行，以避開原有主線坡度較高的路段，提高貨運列車的裝載量。主要的低坡度線路有：
- 1892：特倫頓支線和特倫頓聯絡線。從賓夕法尼亞州格倫湖向東至莫里斯維爾。該線不僅是一條低坡度線路，亦是一條繞過費城的聯絡線。
- 1892：韋弗利和帕塞伊克鐵路。該線路最初由“紐約和海灣鐵路”修築，從新澤西州韋弗利至卡尼。
- 1904：原“新波蒂奇鐵路”加利津隧道至新波蒂奇接軌處的路段，賓州鐵路整修後重新使用。後賓州鐵路將此線延長向北越過霍利戴斯伯格支線後，抵達阿爾圖納。
- 1906：費城至桑戴爾支線。從賓夕法尼亞州桑戴爾向西至格倫湖（1989年被聯合鐵路放棄）。
- 1906：阿格倫和薩斯奎哈納支線。從哈里斯堡經原“北中央鐵路”的線路向南至萬可接軌點，然後向東至帕克斯堡（1990年被聯合鐵路放棄）。

1905年，賓州鐵路成立子公司賓夕法尼亞和紐瓦克鐵路，欲從賓州莫里斯維爾修築一條低坡度線路至新澤西州科洛尼亞。然而此線並未完工，特倫頓區域部分路段進行了施工，在特拉華河上豎起了幾個橋墩。1916年，工程宣布停工。

### 電氣化

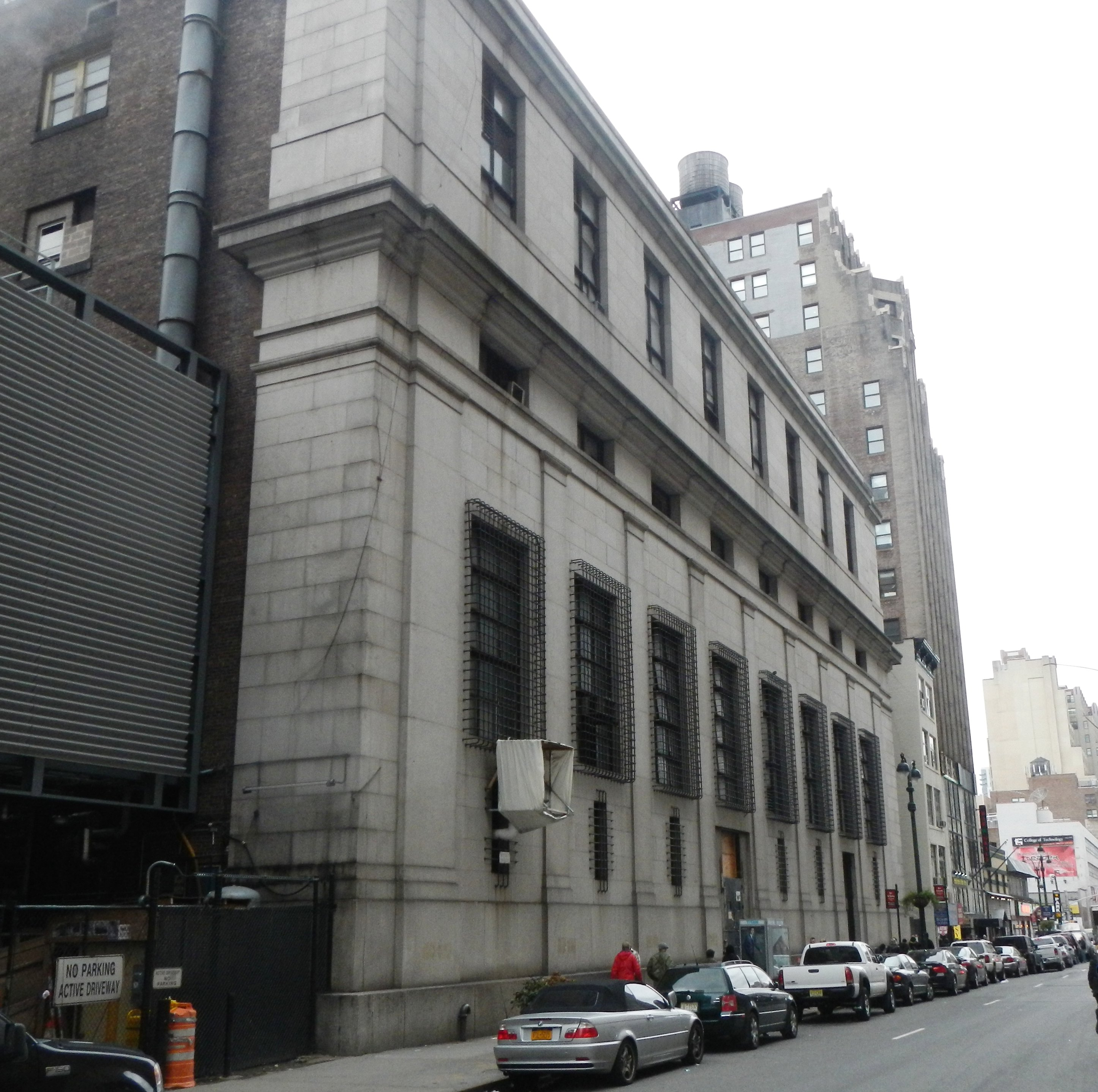
紐約市賓州電氣化鐵路發電站

二十世紀初，賓夕法尼亞鐵路開始對其路網實行電氣化。電氣化改造從紐約市開始，因為新頒佈的法律禁止污染嚴重的蒸汽機車進入曼哈頓的市區，以及蒸汽機車無法通過紐約市周圍的一些新建的河底隧道。電氣化的方式為650V直流第三軌供電，並使用新型電力機車。長島鐵路亦使用同樣制式供電系統。第一段電氣化區間於1910年開通。
隨後，電氣化工程又以費城為中心展開。賓州鐵路決定將費城百老匯街車站為中心的通勤線加以電氣化改造。供電模式為11kV頻率25Hz交流架空電纜。1915年，費城至賓夕法尼亞州帕奧里區間完成電氣化改造。其他費城附近電氣化線路有切斯納特山直線（1918年）、白沼澤線（1924年）、西切斯特線（1928年），主線至特拉華州威尔明顿線，至諾里斯敦的司古吉爾支線（1930年完工）以及特倫敦附近主線剩餘路段。

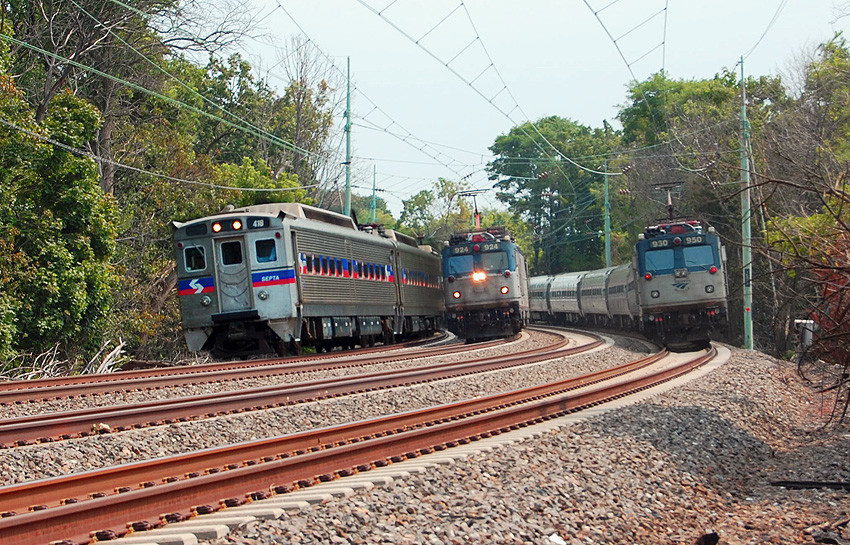
原為賓州鐵路所有的費城以西電氣化主線現由美國國鐵擁有， 並和SEPTA共用，共用路段最遠至帕奧里和桑戴爾

1928年，賓州鐵路總裁威廉·華萊士·阿特伯里宣布，將對紐約、費城、華盛頓特區和哈里斯堡之間的主線進行電氣化改造。1933年1月，紐約至費城/威爾明頓/帕奧里的主線投入電氣化運營。費城至華盛頓特區的首班試驗列車開行於1935年1月28日。同年2月1日“國會特快號”由GG1型電力機車牽引，在紐約市和華盛頓特區之間投入運營。同年3月15日起，紐約和華盛頓特區間全部客運列車均由電力機車牽引。
1934年，賓州鐵路從羅斯福新政的公共工程管理局獲得了7700萬美元的貸款，用於完成主線電氣化改造。1937年1月2日，帕奧里至哈里斯堡主線電氣化工程開工。同時，一些低坡度線路，貨運鐵路的電氣化工程也隨之展開：莫里斯維爾經哥倫比亞至哈里斯堡恩諾拉調車場的線路；馬里蘭州佩里維爾至哥倫比亞的波特路支線；蒙默思章克申至南安博伊的詹姆斯堡支線和與之平行的貨運專線；以及馬里蘭州蘭德弗經華盛頓特區至弗吉尼亞州亚历山卓波托馬克調車場的蘭德弗-南終點貨運線。1938年1月15日，從費城開往哈里斯堡的“城市人號”列車首次由電力機車牽引。同年4月15日，哈里斯堡至恩諾拉調車場的貨物列車也由電力機車牽引。最終完成電氣化線路全長2,677英里（4,308公里），佔全美電氣化鐵路總長的41%。大部分電氣化區間至今仍在使用，主要為美鐵東北走廊線和拱心石走廊線，用於高速列車Acela特快運行。 

### 鐵路工廠
1849年，賓夕法尼亞鐵路決定在阿爾圖納建立一座機車修理廠。1850年動土施工，建成後擁有機關車間、木工車間、鐵匠車間、機車維修車間和鑄造車間各一個。後來機車修理廠被拆除重建更大的新廠。
此外，賓州鐵路亦在哈里斯堡、匹茲堡和米弗林擁有機車修理廠，阿爾圖納的機車廠亦擴大至臨近的賓夕法尼亞州朱尼亞塔市。1875年，發明家亚历山大·格拉汉姆·贝尔派遣兩個助手至阿爾圖納機車廠，以研究電話線路的安裝。1877年5月，聯絡各車間部門的電話線安裝成功，並開始發揮作用。
此外，賓州鐵路在印第安納州韋恩堡亦擁有一座大型機車生產維修工廠。在20世紀初曾被稱為“西方的阿爾圖納”。
1945年，阿爾圖納機車廠成為世界上最大的機車及鐵道車輛生產維修廠。第二次世界大戰期間，賓州鐵路的路線和阿爾圖納工廠曾列為納粹德國帕特里斯行動的破壞目標之一。然而在行動前，德國特工便被悉數逮捕。
1875年起，阿爾圖納機車廠就成立了試驗部門，為賓州鐵路各型車輛提供定型試驗。在賓州鐵路的黃金年代，其開發了整個鐵路業的研發、試驗標準。賓夕法尼亞一直使用阿爾圖納試驗部門直至1968年被拆除。

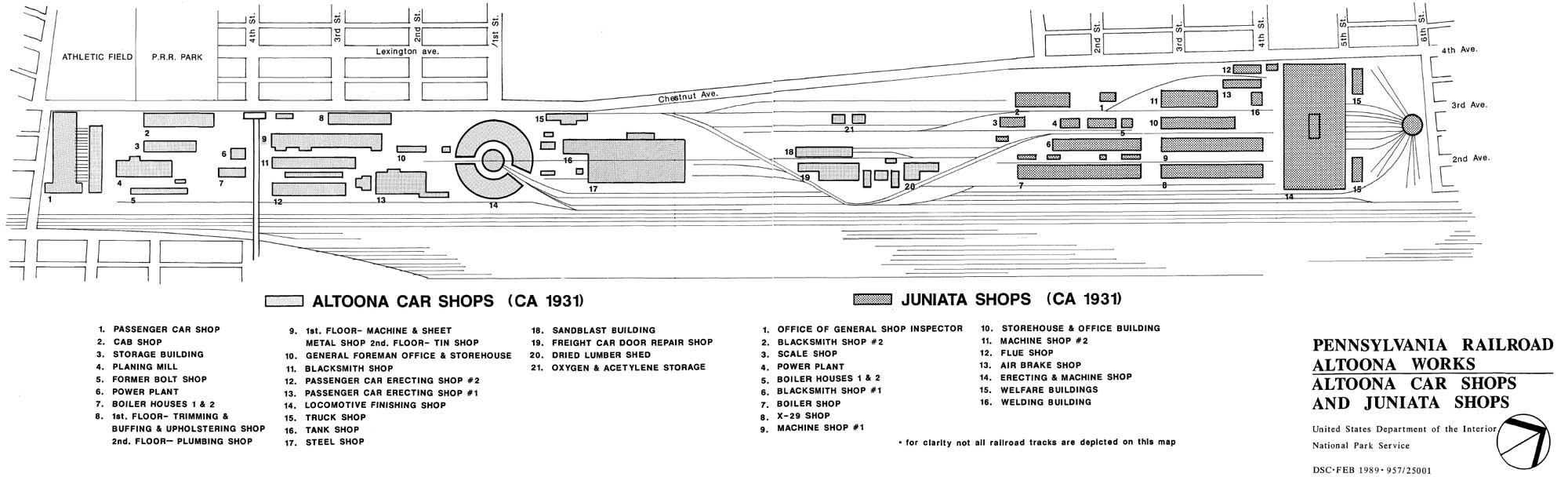
1931左右阿爾圖納機車廠地圖

### 賓州中央合併案和聯合鐵路
1968年2月1日，賓夕法尼亞鐵路和其最大的競爭對手，紐約中央鐵路，合併成為賓夕法尼亞中央鐵路。在州際通商委員會的要求下，紐約、紐黑文和哈福德鐵路於次年併入賓州中央鐵路。隨即公司面臨一系列困境：通貨膨脹、管理不善、極端寒冷天氣，政府曾許諾2億美元貸款落空。公司成立僅兩年後的1970年6月21日就進入破產保護。最後賓州中央鐵路於1970年代正式解散，原線路大部分由政府國有的聯合鐵路接收，部分線路歸美國國鐵所有（東北走廊線和拱心石走廊線）。
聯合鐵路亦於1999年解體，原賓州鐵路的路線大部分歸屬給諾福克和南方鐵路，有部分鐵路線路歸屬CSX運輸：（1）韋恩堡線西線，穿越西俄亥俄州和北印第安納州；（2）教皇溪支線馬里蘭州區段，接近華盛頓特區；（3）蘭多弗線，為貨運線路，在北方連接現美鐵東北走廊線和原屬巴爾的摩和俄亥俄鐵路的亞歷山卓延伸線，向南穿越波托馬克河後和CSX的RF&P線接軌。

### 大事記
- 1846：賓夕法尼亞鐵路特許成立，並授權修築哈里斯堡至匹茲堡鐵路。
- 1850：阿爾圖納機車修理廠動工建設。
- 1860-1890：賓州鐵路路線延伸到美國東部地區
  - 1869：賓州鐵路租賃“匹茲堡，韋恩堡和芝加哥鐵路”，正式進軍中西部地區。
- 1885：“國會特快列車”開行，從紐約至華盛頓特區。
- 1887：“賓夕法尼亞特快”開行，從紐約至芝加哥，為首型採用通道型車廂的列車。[25]
- 1894：賓州鐵路成立子公司“賓夕法尼亞太平洋公司”。
- 1902：“賓夕法尼亞特別列車”開行，取代原“賓夕法尼亞特快”。[26]
- 1906：大西洋城鐵路事故，53人死亡。
- 1910：哈德遜河北河隧道竣工，電氣化鐵路連接新澤西和紐約市曼哈頓，紐約賓州車站投入使用。
- 1912：“百老匯特快”開行，取代“賓夕法尼亞特別列車”。
- 1915：費城郊區線中菲利和帕奧里區間電氣化改造竣工。
- 1918：賓州鐵路提出宣傳口號“世界鐵路的標準”。“十足型”蒸汽機車I1s型，調車機車A5s和B6sb型投入使用。
- 1918：賓州鐵路股價達到1877年以來最低點，每股$40.25（相當於如今的$621.92），很大程度是第一次世界大戰期間聯邦鐵路控制。運送展示物資的貨車大量經過哈德遜河隧道和紐約賓州車站。新型蒸汽機車N1s在賓州鐵路的西線使用。費城郊區通勤線中費城至切斯納特山區段電氣化完工。
- 1928-1933：紐約市至華盛頓主線全線，芝加哥至費城主線哈里斯堡至帕奧利區段電氣化改造完工。同時費城、紐約近郊通勤線，主要貨運線電氣化建設完工。
- 1943：法蘭克福接軌點鐵路事故，79人死亡。
- 1946：賓州鐵路首次匯報虧損。[27]
- 1951：木橋鐵路事故，85人死亡。
- 1957：蒸汽機車完全退役。
- 1968：賓州鐵路和紐約中央鐵路合併，成立賓夕法尼亞中央交通公司。

#### 後賓州時代
- 1970：賓州中央鐵路於6月21日進入破產保護程序。
- 1976：美國政府成立聯合鐵路公司，接收賓州中央鐵路剩餘設施路線，以及東北地區和中西部其他破產鐵路公司部分資產。美國國鐵購得東北走廊線的大部分路段。[28]
- 1986：聯合鐵路私有化。
- 1998-99：美國政府允許聯合鐵路將其資產的42%售予CSX運輸公司，58%售予諾福克和南方鐵路。賓州鐵路的遺產多被兩家鐵路公司瓜分。

## 使用車輛

### 世界鐵路的標準

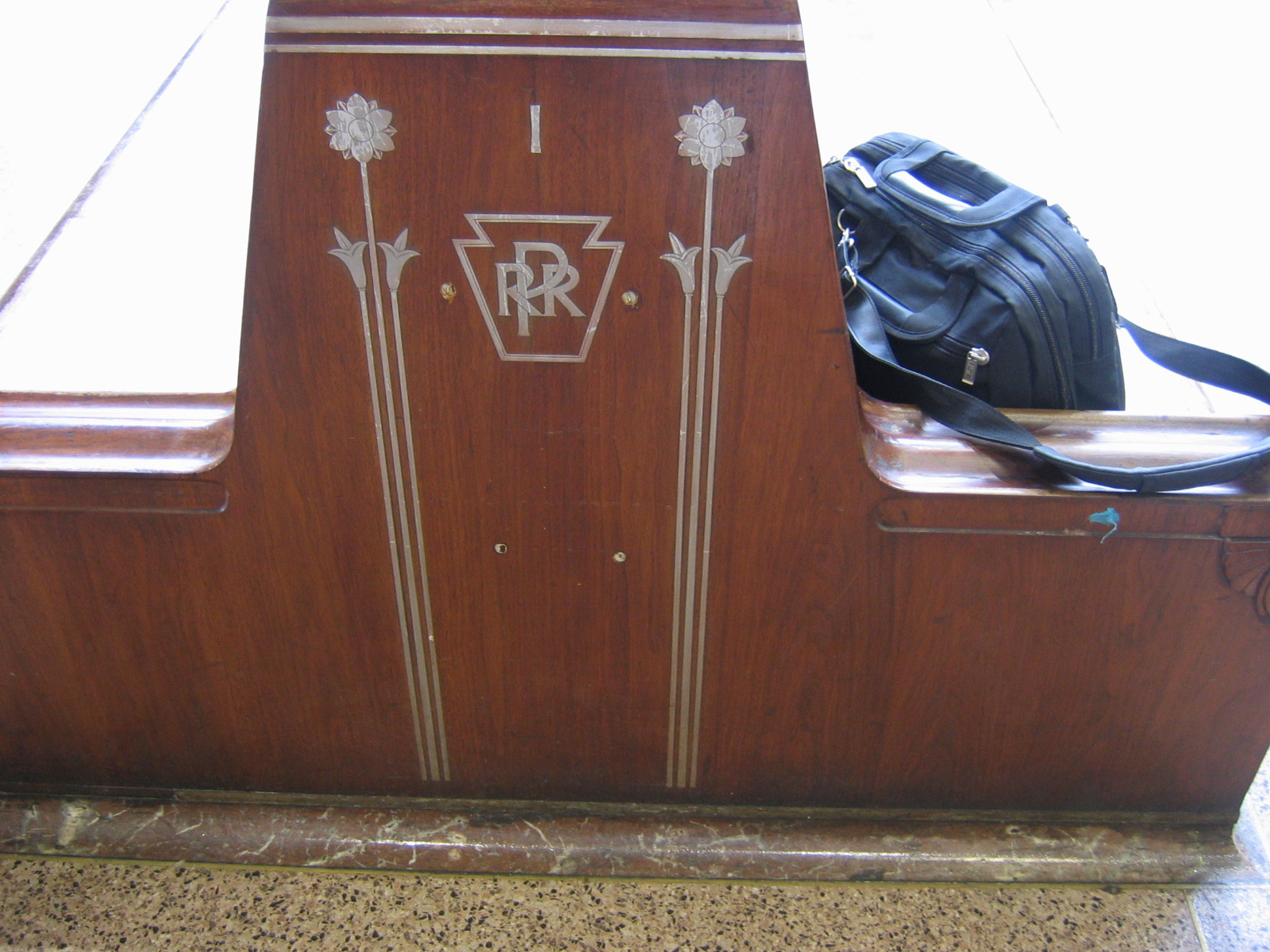
賓夕法尼亞鐵路曾經被認為是“世界鐵路的標準”，其在車站內也大量使用了含有其徽標的裝飾。攝於紐瓦克賓州車站

1916年其，賓夕法尼亞鐵路在宣傳中自稱為“世界鐵路的標準”，是其他鐵路公司和系統的標竿。此話並非言過其實，賓州鐵路最早使用鋼鐵結構客車取代木質客車，最先使用通道型列車，其在安全、信號、運輸效率等亦是業界領先者。隨著鐵路業的成熟，賓州鐵路在後期不再如此高調宣傳。
同時，賓州鐵路也是鐵路“標準化”最早的提出者。當時其他鐵路公司還僅僅停留在“有啥用啥”的階段，賓州鐵路往往對機車和其他設施的設計生產提出現實的意見，並更具自身的需要加以改進。當生產型滿足鐵路實際需要後，便立即在全路推廣。此舉能有效提高效率並降低成本。

### 塗裝
賓夕法尼亞鐵路機車同樣有一套標準化的塗裝方案。早期機車以暗綠色塗裝，顏色較深，接近於黑色。使用的顏色標準名為DGLE（機車琺琅暗綠色），常常簡稱為“不倫瑞克綠”。行走系統以“純黑色”塗裝。客車以“托斯卡納紅”塗裝，其為一種稍暗的磚紅色。一些電力機車以及客運柴油機車亦以“托斯卡納紅”塗裝。貨運車輛為賓州鐵路獨特的“貨車紅”，為暗紅色中加入氧化鐵成分。客車和客運機車的字樣，線條為金葉色，第二次世界大戰後改為淺黃色。

### 信號系統

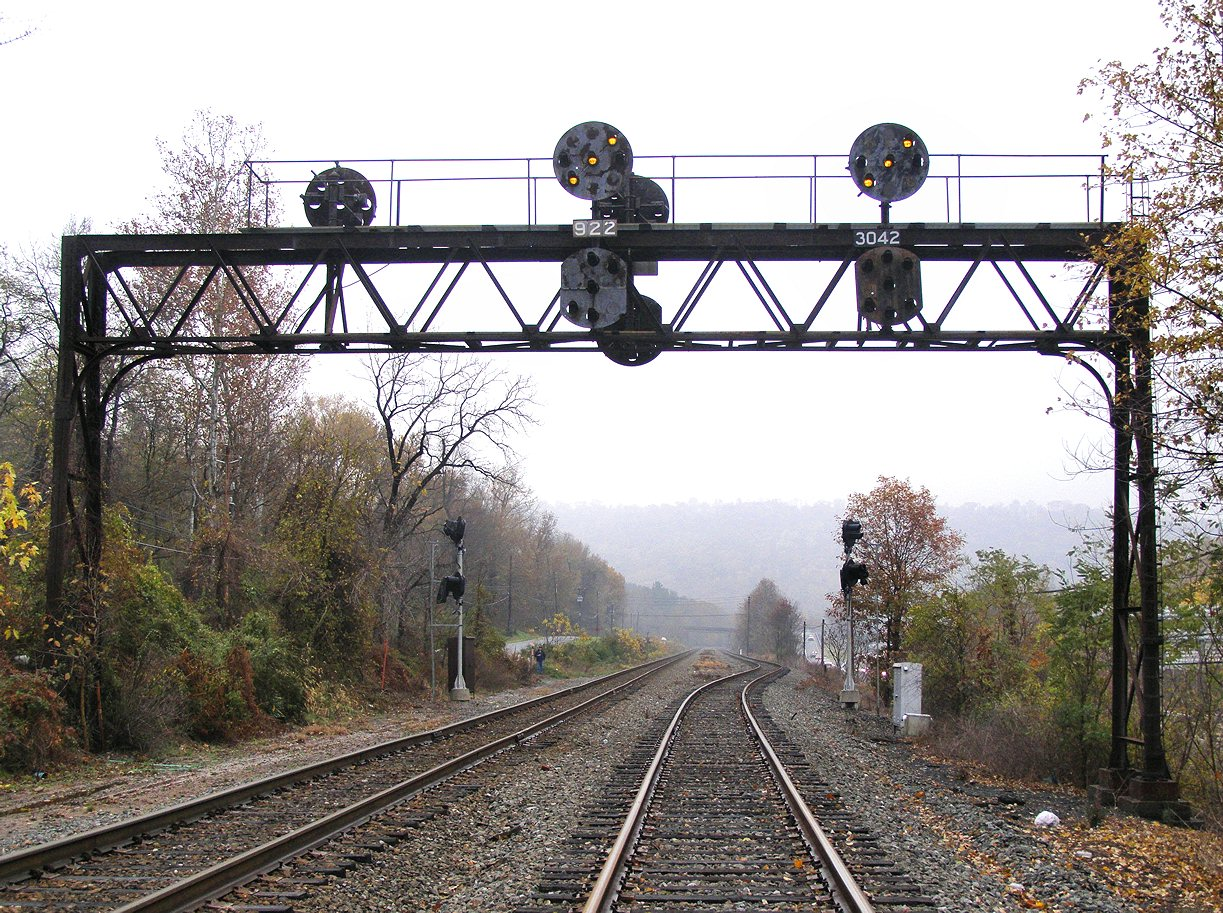
賓州鐵路燈光信號系統

賓夕法尼亞鐵路率先使用列燈式信號機以取代臂板式信號機。最初的目的是為了在氣候條件不良的雨霧天氣提高信號的辨識程度。賓州鐵路列燈信號機的基本單元為一個圓型信號盤，上有9個小燈，8個位於邊緣，一個位於中心。燈光為穿透力強的琥珀色燈。根據點亮燈泡的位置組合不同，用以標示當前鐵路的訊號。該設計亦有一定的冗余度，能在一個燈泡無法點亮的情況下仍然能正確傳遞信息。
信號傳遞方法為燈泡組合點亮成各種图案，直線的角度表明鐵路當前訊號：豎直線為通過，右上45度角為接近（無車狀態），水平線為區間關閉，左上方45度為限制通過（本區間雖然開放，但是前方區間有車），左右45度線同時點亮表示進入側線，燈亮成圓圈表示升起集電弓（僅在電化區間）。有些信號機下放還懸掛有圓形輔助信號盤，以補充主信號盤傳遞更多鐵路信息。輔助信號盤可能僅有一個至數個燈，也可能和主信號盤完全相同的9燈盤。
後來，賓州鐵路將信號盤圓周水平兩個燈泡換成紅色燈泡，在傳達區間關閉信號時，熄滅中央燈泡，用呈水平的兩個紅燈表示區間關閉，以提高信號準確性。
1920年代晚期，賓州鐵路開始在匹茲堡至費城、紐約和華盛頓的主線使用脈衝式編碼機車信號，以適應鐵路運營速度的提高。信號通過轨道电路傳遞，並由機車內的傳感器接收，並在機車的司機室里顯示。隨後機車信號被普及到全路以及其他鐵路系統，特別是客運線路上。賓州鐵路最先開創的機車信號系統由美國國鐵使用至今。

### 蒸汽機車

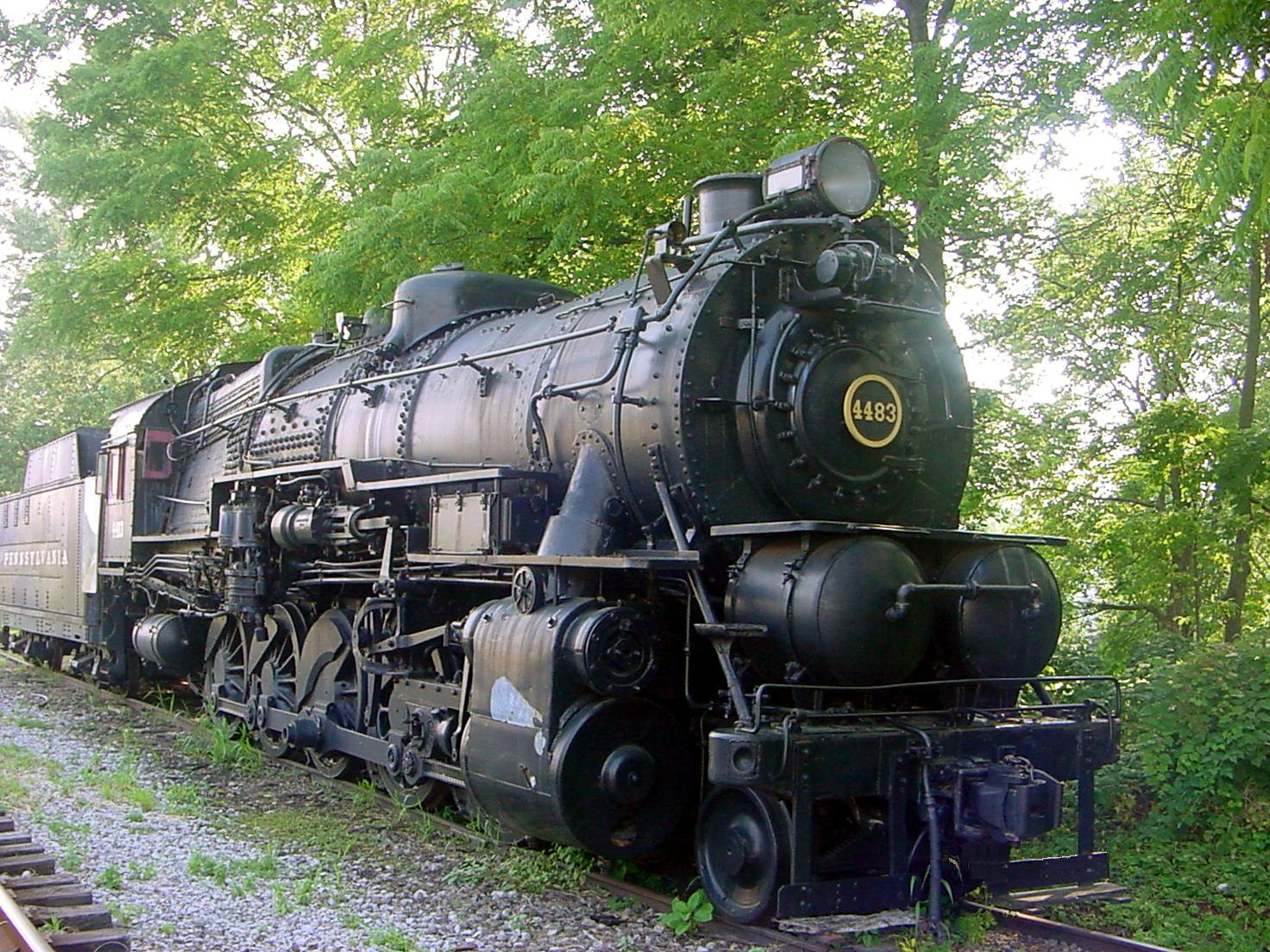
I1s型蒸汽機車#4483位於紐約州漢堡村展示中

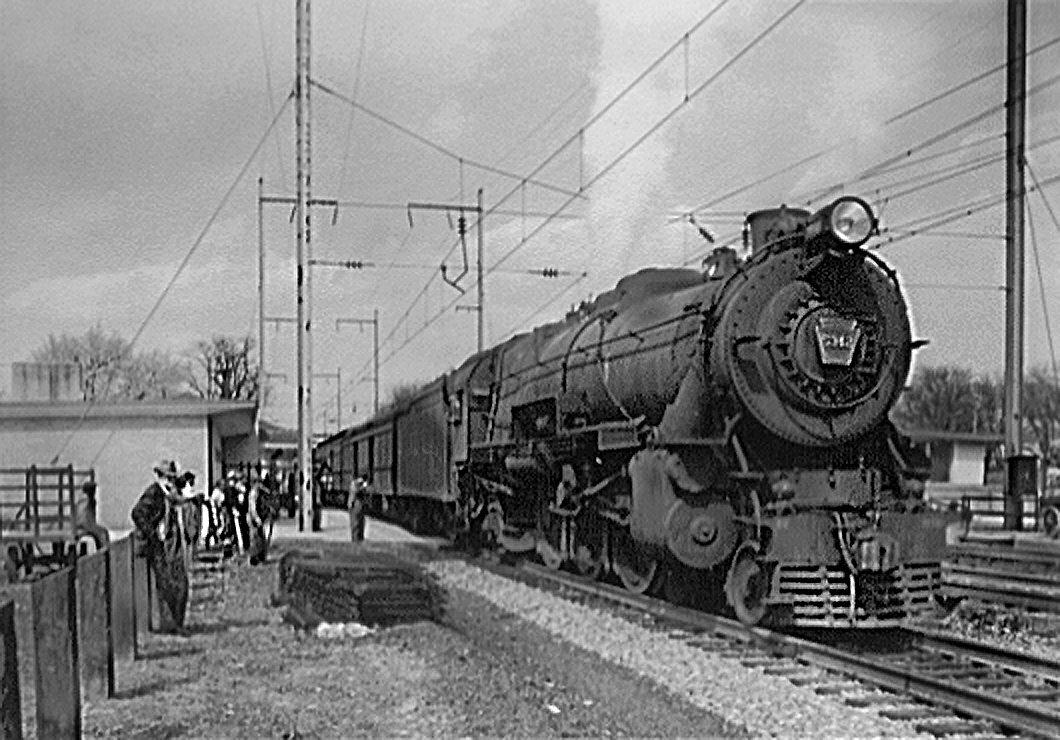
K4s型蒸汽機車，1944年4月26日位於馬里蘭州阿伯丁

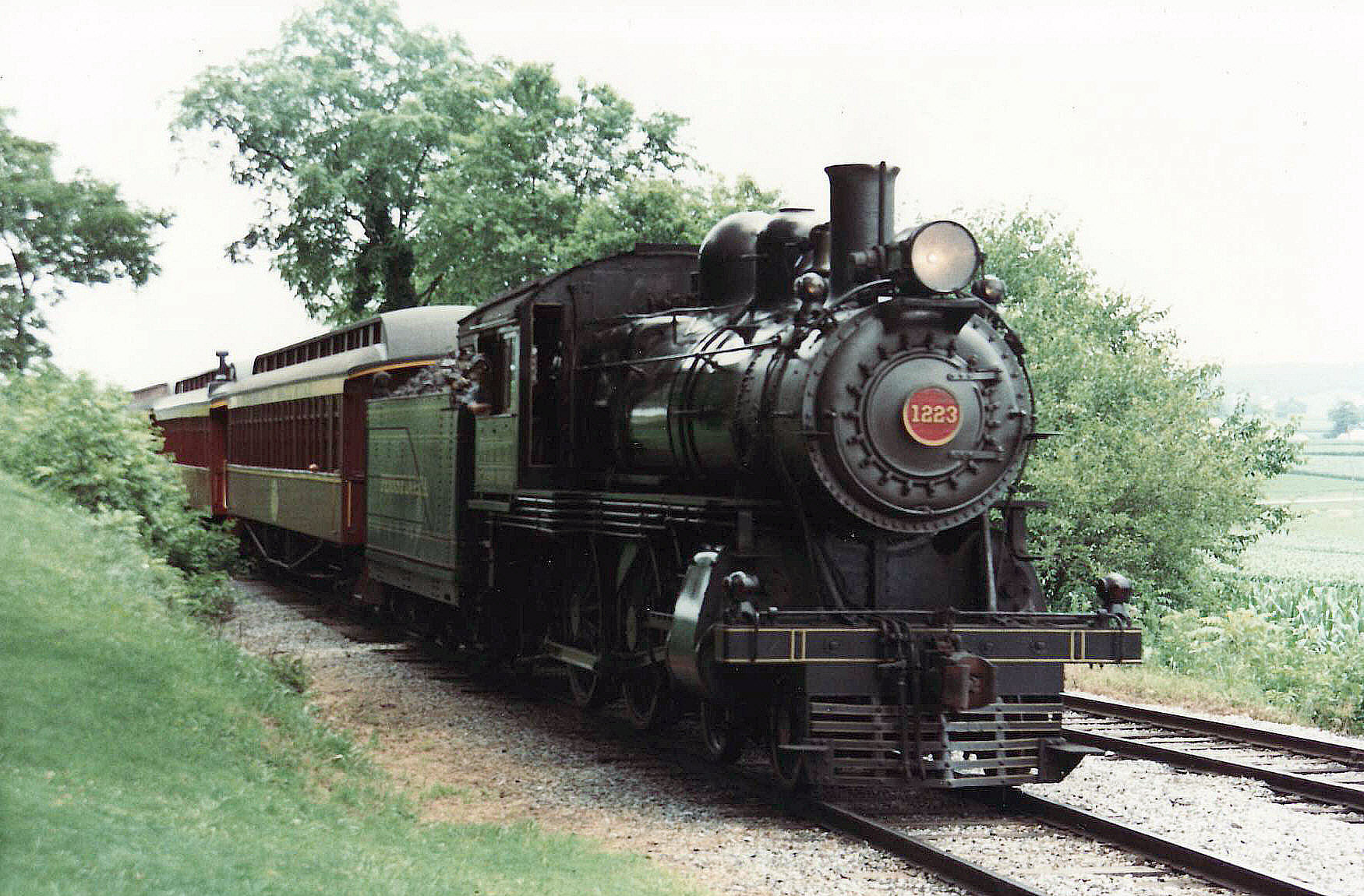
賓州鐵路#1223蒸汽機車，現由斯特拉斯堡鐵路運作。攝於1989年

賓夕法尼亞鐵路對機車的選擇相對保守，其訂購了一系列標準化的蒸汽機車和零部件。和其他鐵路公司不同，賓州鐵路的蒸汽機車多為自行設計，由阿爾圖納機車廠生產。因此，賓州鐵路也被視為美國盈利量第四大的蒸汽機車工廠。
此外，賓州鐵路亦向其他機車工廠訂購一系列蒸汽機車，這種情況多是由於自身機車廠產能無法滿足需要的緣故。賓州鐵路和某些機車廠簽訂合約，由其為賓州鐵路生產賓夕法尼亞鐵路設計的蒸汽機車。這和當時其他鐵路廠家做法不同。其他廠家僅僅向機車工廠提出自己的需要，委託機車工廠設計車輛。
賓州鐵路最常用的其他機車工廠為費城鮑爾溫機車廠，亦是鮑爾溫的主要訂單來源。鮑爾溫機車廠使用賓州鐵路的線路運輸原料和產品，兩公司的總部亦都位於費城市，其管理和技術人員交流合作十分頻繁。當賓州鐵路和鮑爾溫的產能達極限後，第三個選擇對象是俄亥俄州利馬市的利馬機車廠，只有在無計可施的情況下，賓州鐵路才會極不情願的選擇紐約州的美國機車公司。原因可能是美國機車公司是賓州鐵路的對手，紐約中央鐵路的合作夥伴和機車供應商。
賓州鐵路設計的蒸汽機車都俱備某些與眾不同的特徵，如“貝萊佩爾”型火箱，火箱基部為方型座，能顯著提高鍋爐受熱面積。賓州鐵路幾乎所有的蒸汽機車都採用了這種設計，當時為美國鐵路中獨一無二者。此外，賓州鐵路也使用路軌盤（路軌中央盛水的盤狀設備）用於為機車移動中供水。此舉為了降低煤水車中水的比例，提高載煤系數。此外，賓州鐵路的機車外觀相比同時代的機車要簡練整潔，只有必須設備被整齊的放置在機車上。圓形管狀煙箱的前端安放有帶有機車編號的銘牌，貨運列車為圓形銘牌，客運機車為拱心石型。銘牌上方為大燈，大燈後方為蒸汽驅動的發電機。後期發電機置於大燈下方，以方便維修。
賓州鐵路每一輛機車都會歸入一個級別。早年車型以單一字母表示，但後來隨著機車種類增多不堪使用。隨後更新為一種機車軸式對應一個字母，相同軸式不同型號的蒸汽機車以字幕後的數字表示。亞型，改進型表示法為型號後加上小寫字母組成。1920年代以前，使用過熱鍋爐的機車通常在型號後加上小寫s，1920年代後所有的蒸汽機車都採用了過熱型鍋爐，這種表示法亦被終止。例如，K4sa型機車為軸式4-6-2“太平洋”（字母編號K），4代表該型為該軸式設計的第四種機車，s代表使用了過熱型鍋爐，a表示為原型車的第一種小改進型。
賓州鐵路一直使用蒸汽機車直至20世紀中期蒸汽機車開始走向落幕。蒸汽機車需要更多工時的維護，其操作的人工花費，燃料效率也顯著低於新型柴油機車。然而在第二次世界大戰期間，賓州鐵路無法更新其車輛設備，繁重的戰爭運輸也使得設備磨損嚴重。二戰結束後，賓州鐵路立刻開始尋求新型機車，並測試和裝備了幾種算不上成功的新型蒸汽機車，Q1型、S1型、T1型雙聯裝蒸汽機車，以及S2型蒸汽輪機車。然而和其他鐵路公司不同，賓州鐵路從未裝備過當時頗為流行的4-8-4型機車。
在第二次世界大戰後，賓州鐵路的主要競爭對手都開始換裝柴油機車。賓州鐵路終於於1957年全面淘汰了蒸汽機車，並以柴油機車取而代之。賓州鐵路挑選了各級別中典型的機車，保存在賓夕法尼亞州諾森伯蘭扇形車庫內。這些機車現在均收藏在賓州斯特拉斯堡的賓夕法尼亞鐵路博物館內，除了 I1sa #4483展示於紐約州的漢堡。於此相反，紐約中央鐵路的總裁阿爾弗雷德E帕爾曼拆毀了全部退役蒸汽機車，僅有兩台通過偶然的機會保存至今。
1987年12月18日，賓夕法尼亞州將“賓夕法尼亞州官方蒸汽機車”的榮譽稱號授予K4s型機車。除了保存在斯特拉斯堡博物館的一台外，還有一台展示於阿爾圖納。

### 電力機車

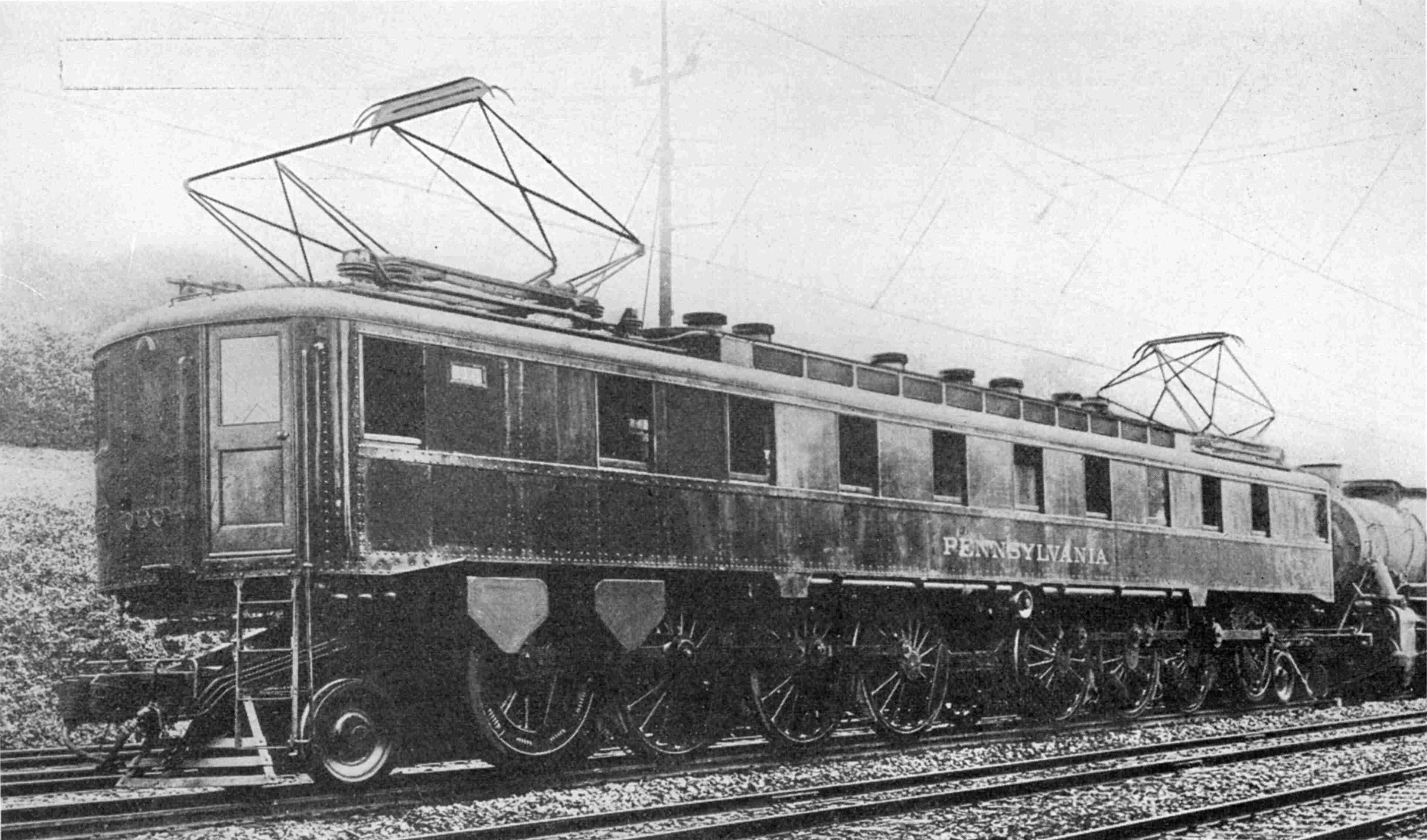
賓夕法尼亞鐵路FF1型試驗電力機車

當哈德遜河隧道和紐約賓夕法尼亞車站還在建設時，賓州鐵路即開始討論未來採用何種電氣化方式。當時世界上僅有少數電氣化試驗線路和列車。賓州鐵路和西屋公司合作設計了一系列試驗用電力機車，並在“西澤西和海岸鐵路”的路軌上進行試驗，在此基礎上研發了賓州鐵路第一種實用型電力機車DD1型。DD1型一般採用“背對背”式雙機重聯，賓州鐵路共向阿爾圖納機車廠訂購了33對，其電子設備由西屋公司製造。DD1型於1910年投入使用並獲得好評，最大營運速度為85英里/小時（137公里/小時）。
賓州鐵路亦在鐵製近郊客車的基礎上設計電聯車，以適應紐約賓夕法尼亞車站和附屬隧道的空間和電氣化設施，電聯車的編號為MP54。配合電聯車使用亦有行李車和郵政車。其中8輛為直流電氣化區間使用，1910至1922年用於賓州車站和曼哈頓轉運站之間的班車。賓州鐵路的電氣化方案最終使用交流電，1915年，有93輛交流電氣化的電聯車用於帕奧里線。隨著交流電區間拓展，原直流車輛被改造成交流使用。至1951年，共有481輛交流MP54型電聯車投入使用，1958年起，新型電聯車開始取代MP54，其最後於1980年退役完畢。
1917年起，賓州鐵路引進FF1型電力機車在阿利根尼山電氣化區間進行試驗運行。其有六組動輪，通過交流－交流傳動模式驅動側杆電動馬達。其起動牽引力達140,000磅，足夠把當時使用的脆弱的木質車廂的車鉤從車體上扯下來。:123
1924年，賓州鐵路又設計了另一中側杆驅動的電力機車，L5型。兩台為直流引擎，適用於紐約市附近的電氣化區間，還有一台為交流引擎，內部編號為3930，用於費城附近路段試驗運行。隨後，賓州鐵路增訂了21台L5型機車用於紐約市區間。隨後，賓州鐵路亦採用六軸動輪的電力調車機車。第一種為B1型。最初生產16輛為交流型，2台用於費城，14台用於海灣山嶺線路段。12台為直流型，用於紐約陽邊調車場。
賓州鐵路O1型為輕型客運型機車，1930年6月至1931年12月共生產了8台。隨後，P5型在1931年夏季投入試驗運行。在P5的基礎上稍加改進生產了P5A型電力機車，相較P5型稍重，牽引力達56,250磅，最大運營速度為80英里/小時（130公里/小時）。P5A型共生產了89台。1932年生產的初期型為方盒式司機室，最後28台修改為流線型司機室。在新型電力機車投入使用後，部分P5A改裝為貨運機車使用。

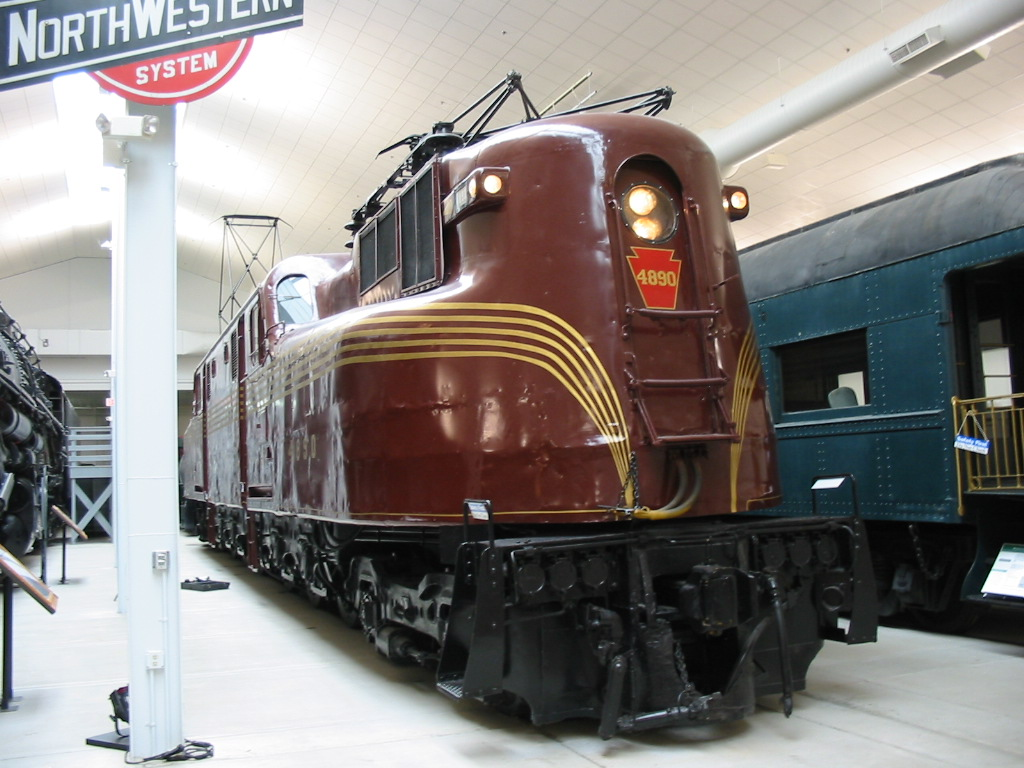
賓夕法尼亞鐵路GG1型電力機車 #4890，收藏於威斯康星州綠灣國家鐵道博物館

1933年，賓州鐵路計劃引進兩種新型電力機車，R1型和GG1型。R1型為四軸驅動，車架較為僵硬，而GG1型為雙車架關節型機車，彎道通過性較佳。以上兩型新型機車的原型車和一台O1型、P5A型電力機車，以及一台K4s型蒸汽機車進行了嚴格的對比試驗。其中在特拉華州克萊蒙特的試驗軌道上的測試就持續了兩年。最終GG1贏得訂單，並且首批生產57台。1935年4月至8月，所有生產型GG1交付使用。賓州鐵路將GG1投入幹線客運，其功率達4,620hp（3,450 kW），最大運營速度為100英里/小時（160公里/小時）。原P5A轉而用於牽引貨運列車。後期生產的GG1同樣做了適合貨運列車的改進。GG1一共生產了139台，為賓夕法尼亞鐵路產量最大的電力機車，並一直使用到1980年代才退役完畢。
1999年8月26日，美國郵政署發行了一套“全體上車！二十世紀的美國火車”紀念郵票，包含了5種1930和1940年代最知名的火車。其中就有GG1型牽引“國會特快列車”的圖片。賓夕法尼亞州官方電力機車為4859號GG1，該榮譽於1987年12月18日授予。該車目前於賓夕法尼亞州哈里斯堡靜態展示。

### 柴油機車

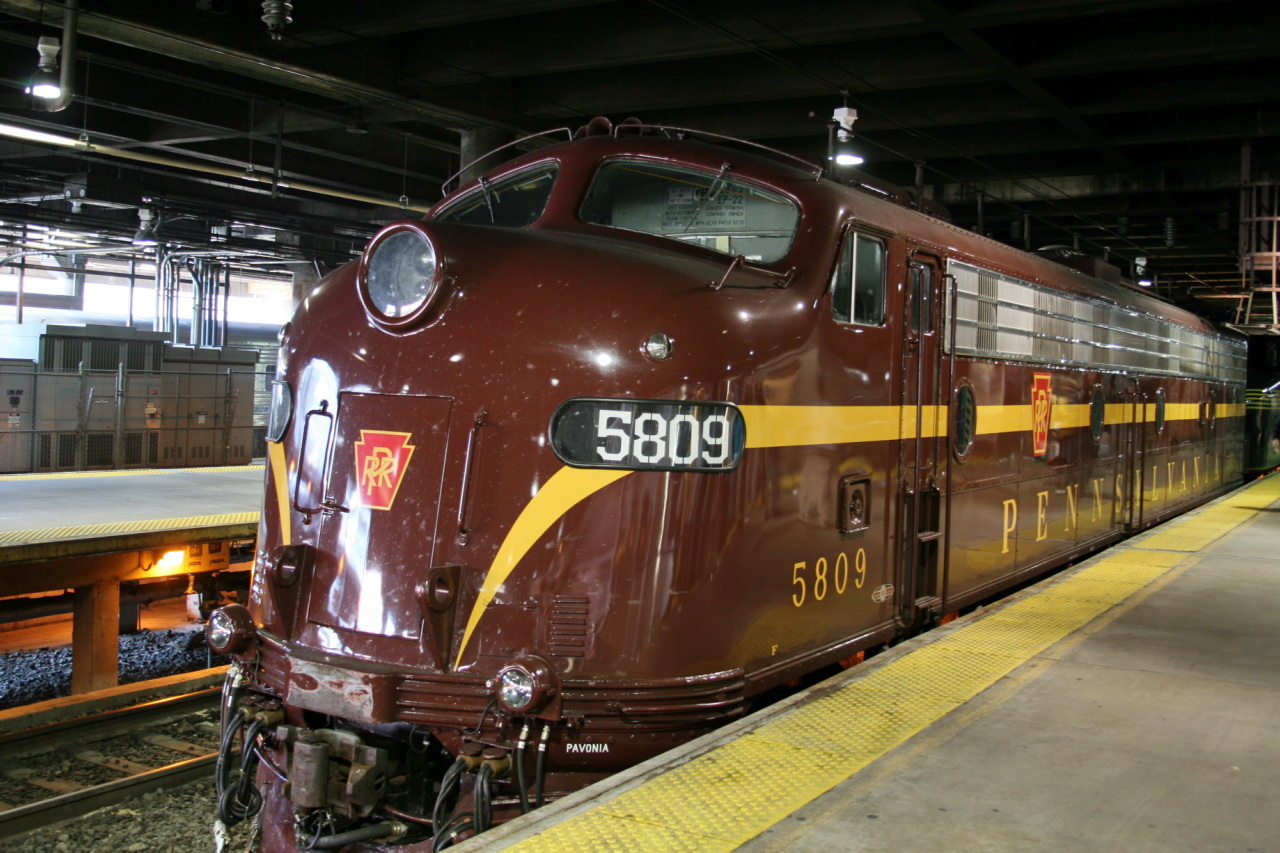
賓州鐵路5809號EMD E8型柴油機車

1940年代中期起，賓夕法尼亞鐵路開始使用柴油機車。1945至1949年，賓州鐵路向EMD（通用動力電機分部）訂購了74台E7型機車，內部編號為EP20。其中60台為A單元（完整的機車），14台為B單元（僅有動力系統，無司機室，和A單元重聯運行）。
當時採用的另一款機車為鲍尔温DR-12-8-1500/2型，別稱“蜈蚣型”。賓州鐵路共訂購了24台，內部編號為BP60。由於該型機車可靠性不佳，不久後既退出一線，該為工務段勤務使用。
1948年，賓州鐵路向鮑爾溫機車廠訂購了27台DR-6型機車，內部編號BP20。該車最初為客運機車，但在運營中問題連連。最後被改造為貨運機車使用，編號也重訂為BF16z。
1950年至1952年，賓州鐵路向EMD購買了74台E8型柴油機車，內部編號為EP22s。該批次的機車全為A單元。1956年，賓州鐵路蒸汽機車退役完畢，並繼續大量訂購柴油機車更新換代。通用動力/EMD推出了新型高可靠性的GP9型柴油機車，並且憑藉較優惠的價格贏得了訂單。賓州鐵路曾是鮑爾溫機車廠收入的主要來源。此次競爭失敗使得有126年歷史的鮑爾溫機車廠破產倒閉，退出歷史舞台。當時的輿論批評鮑爾溫機車廠在蒸汽機車向柴油機車轉型過程中缺乏足夠的遠見導致轉型失敗並倒閉。但僅僅20年之後，賓州鐵路便重蹈其覆轍。

## 賓夕法尼亞車站
在賓夕法尼亞鐵路延伸到的主要城市中，均建有大型的賓夕法尼亞車站，一些為單獨使用，另一些則為和其他鐵路公司的共站。這些華麗的建築曾是鐵路網上重要的樞紐。許多車站使用至今，但運營商變成了美國國鐵和相應的區域通勤鐵路。
百老匯街車站－費城

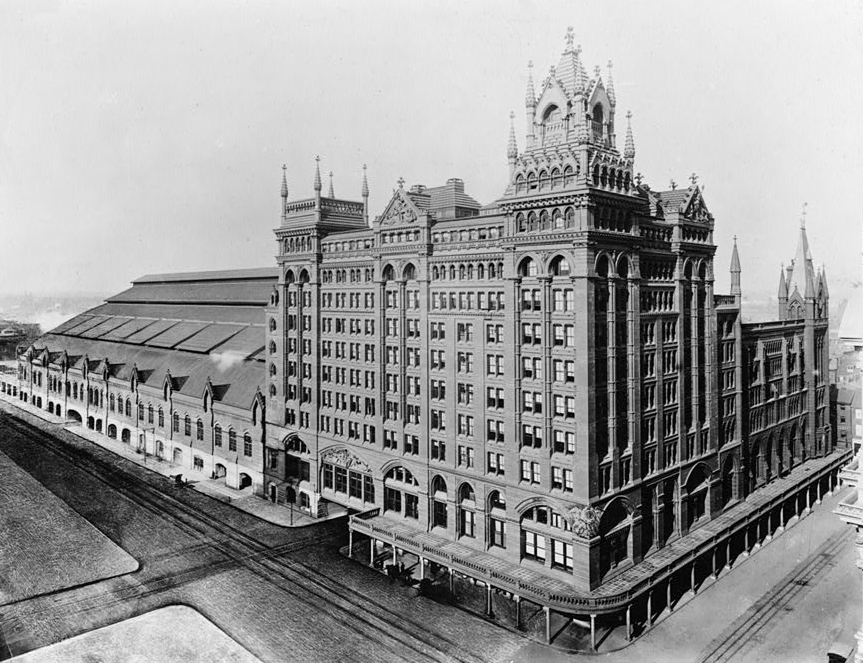
費城百老匯街車站

百老匯街車站是賓州鐵路興建的第一座大型鐵路車站，1881年投入使用。1890年隨著客流的增加，重修並擴建。建築由設計師法蘭克·弗內斯設計，其和費城市政廳並稱為當時費城兩大建築瑰寶。其擁有當時世界最大的停車棚（尺度達91米），紀錄保持約三十年之久。其位於市中心，是賓州鐵路在費城的終點站。1950年車站拆毀後，賓州鐵路將列車改為三十街車站到發。
賓州車站－匹茲堡

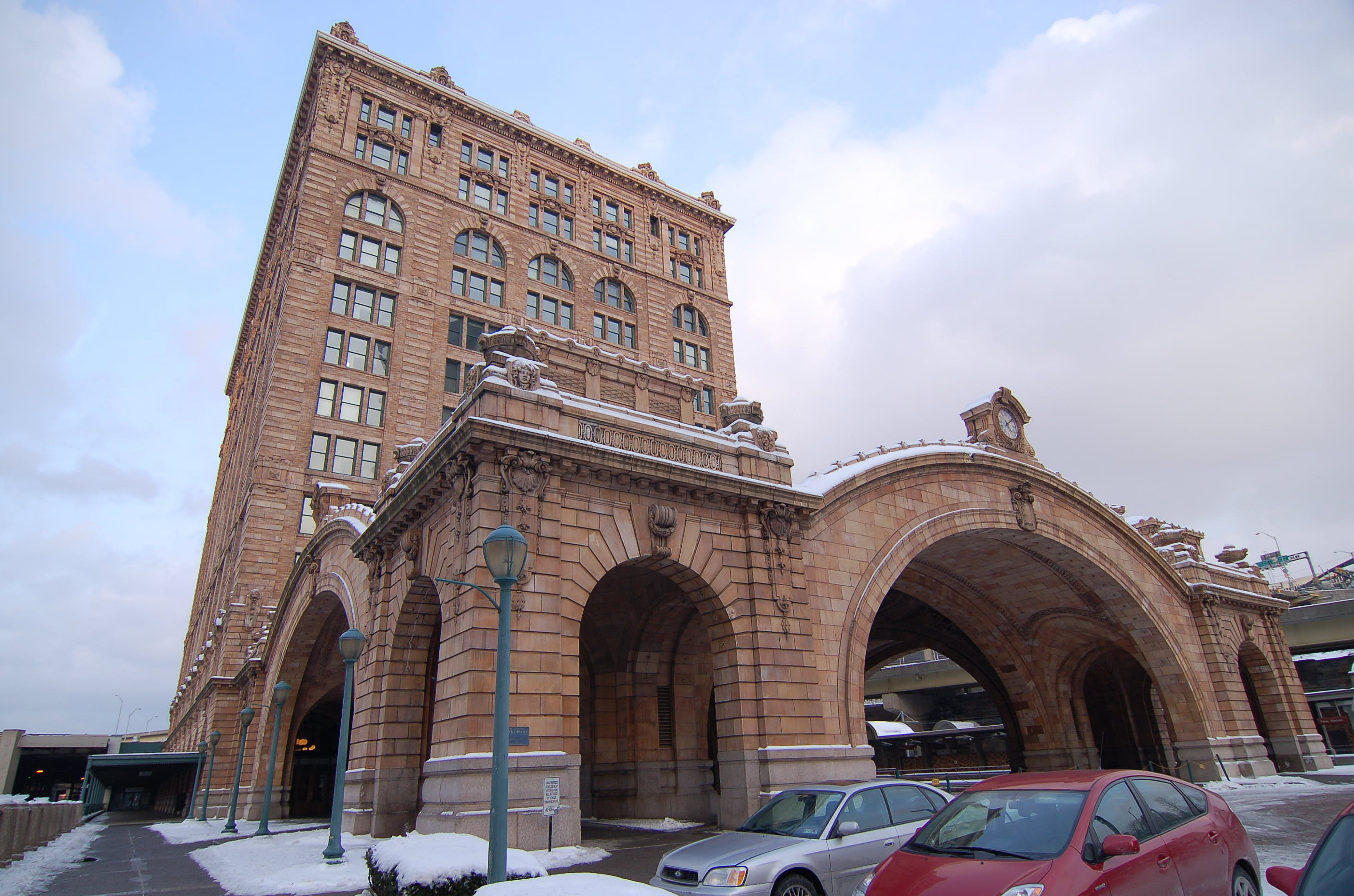
匹茲堡賓夕法尼亞車站

建於1898－1903，並在1954年進行了重修。1988年車站被更新，並將部分空間作他用。曾被稱為“聯合車站”，  其為賓州鐵路及其子公司的車站。
賓州車站－巴爾的摩

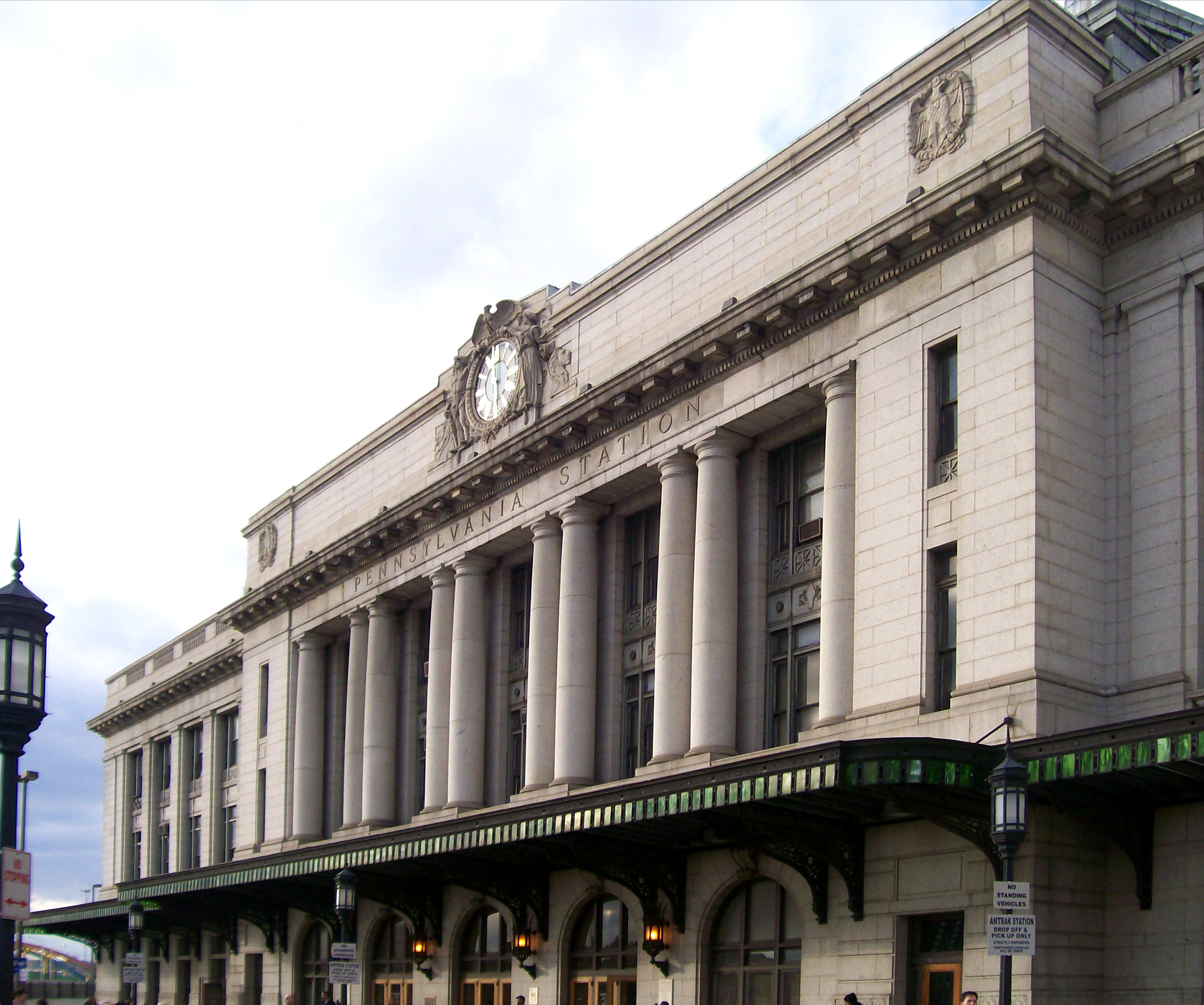
巴爾的摩賓州車站

為巴爾的摩的主要鐵路車站，建於1911年，由肯尼思麥肯其默奇森設計。車站大樓為布雜藝術。現為美國國鐵和馬里蘭區域通勤鐵路車站。值得注意的是，該車站的兩方向的股道均通過隧道，南端出站為巴爾的摩和波托馬克隧道，北方為聯合隧道。
聯合車站－芝加哥

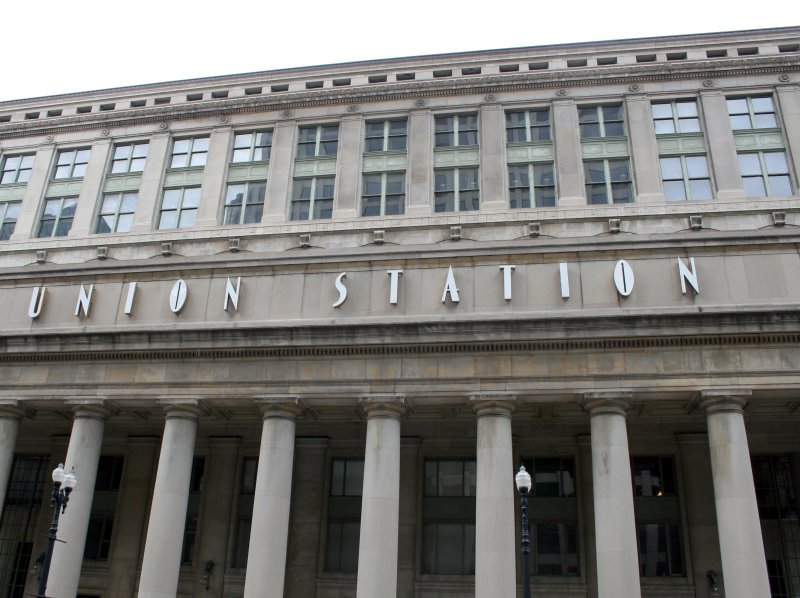
芝加哥聯合車站

賓州鐵路和密爾沃基鐵路、伯靈頓鐵路共同修建了聯合車站，為目前芝加哥市唯一一座到發城際長途列車的總站（原七大總站中，三座用於通勤鐵路，另有三座被拆毀）。車站大樓為布雜藝術，由Graham、Anderson、Probst & White建築公司設計。
賓州車站－紐瓦克

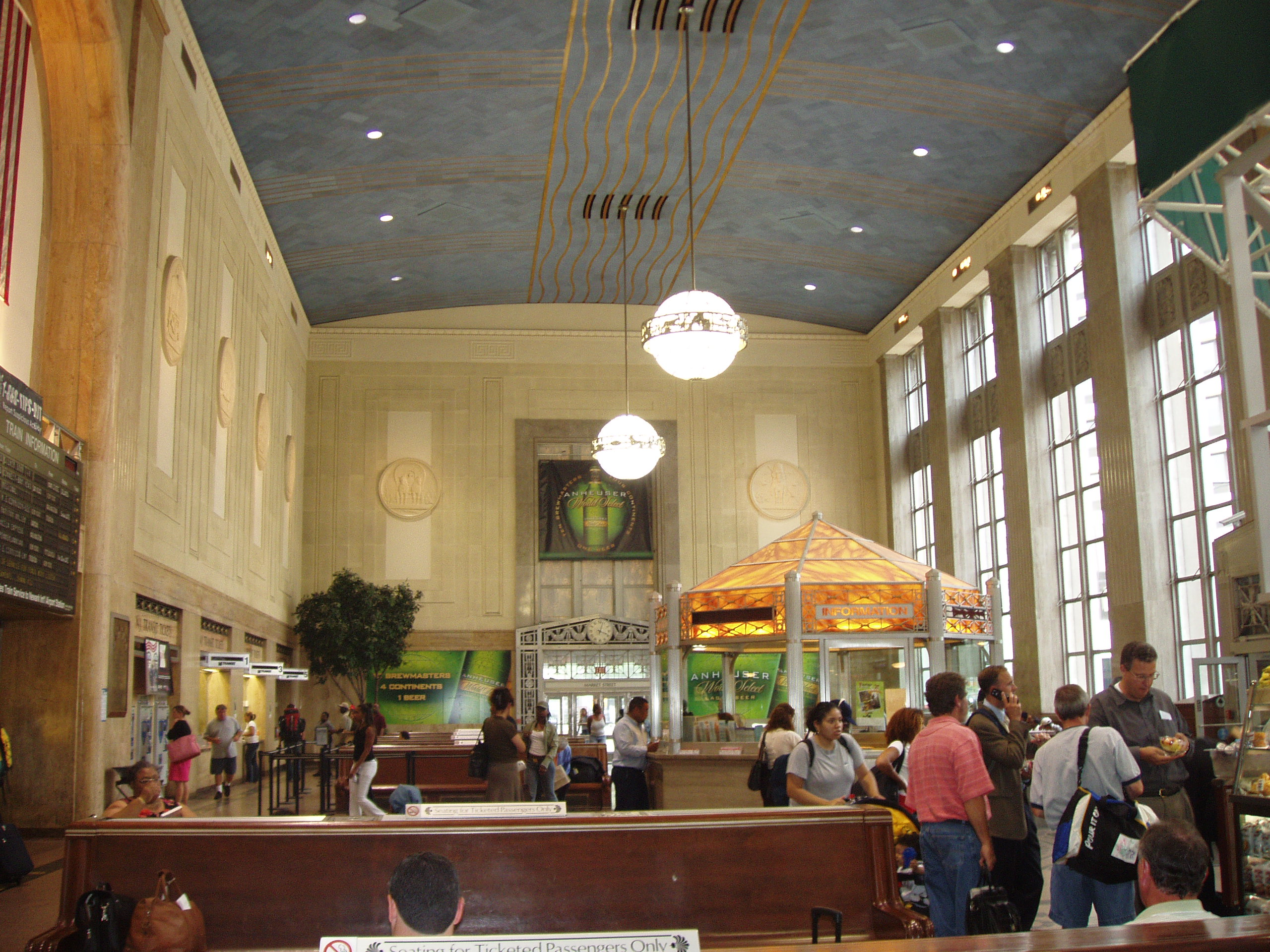
紐瓦克賓州車站

紐瓦克賓州車站由麦金米德与怀特建筑师事务所設計， 亦是建築史上的傑作。車站於1935年建成啓用，是東北走廊線上重要的車站，並於2007年被重修。其建築風格同時體現了裝飾藝術和新古典主義。目前所有的美鐵列車均停靠本站，此外還有PATH三條線路從澤西市至曼哈頓，紐瓦克輕軌亦停靠本站。
賓州車站－紐約市

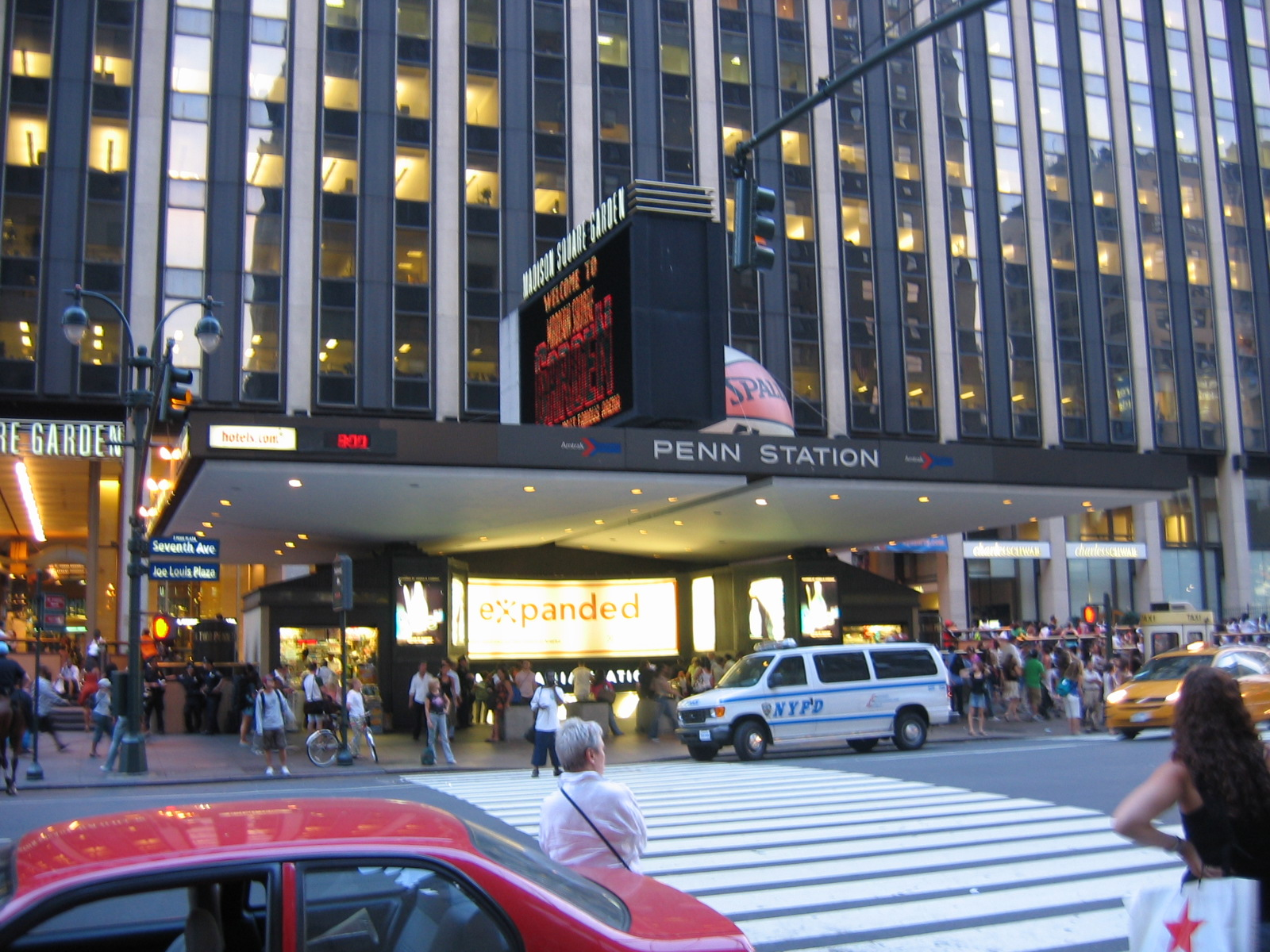
紐約賓州車站主出入口

原賓州車站為麦金米德与怀特建筑师事务所設計，其設計靈感來源於古羅馬卡拉卡拉浴场，其有巨大的內部停車棚和設計宏大壯闊的拱形玻璃天棚。1910投入使用，使得賓州鐵路直接進入紐約市中心曼哈頓，乘客無需擺渡至對岸新澤西。其亦是賓州鐵路和其子公司長島鐵路的總站。1963車站大樓被拆毀，曾引起大爭論。 其地下月台區和路軌仍保留用作車站。今為美國國鐵、新澤西捷運和長島鐵路使用，是全美最繁忙的鐵路車站
三十街車站－費城

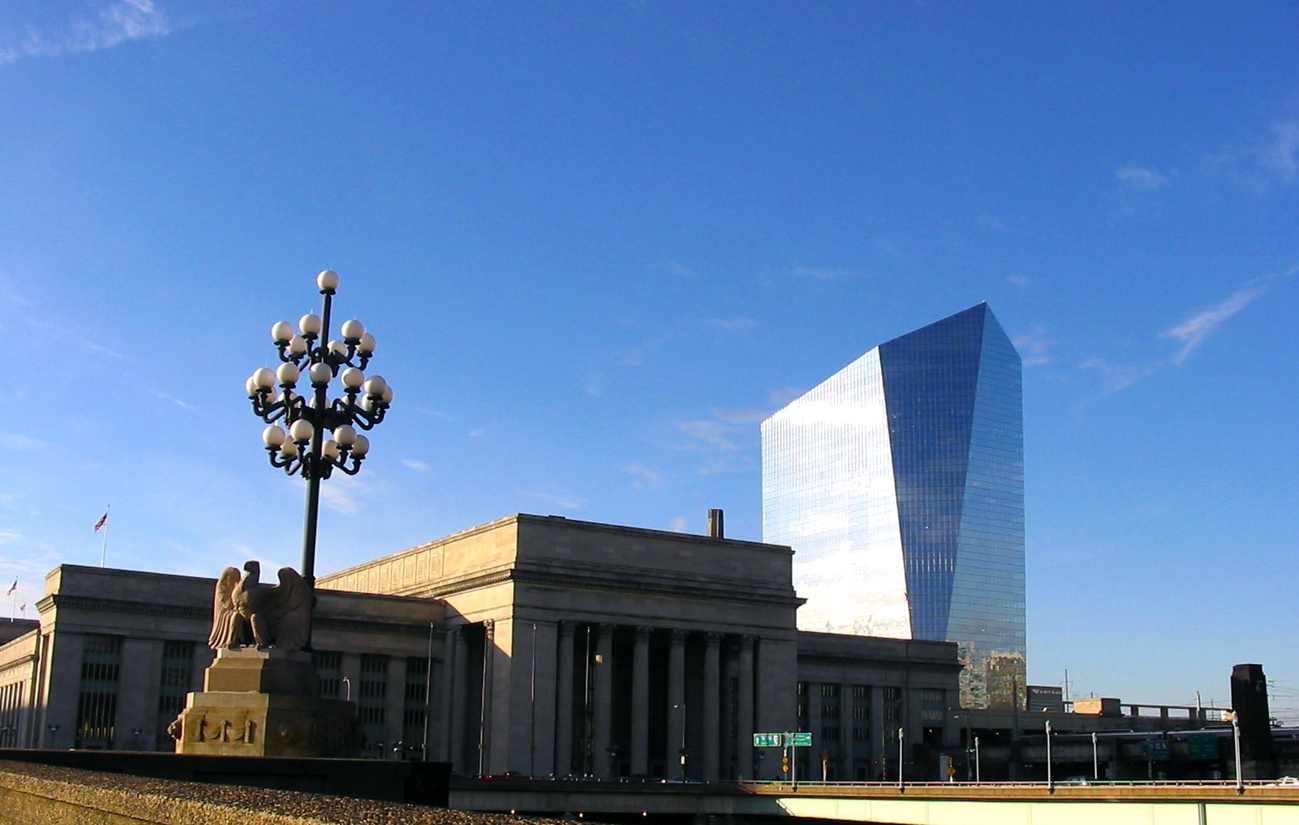
費城三十街車站

現費城三十街車站始建於1933年裝飾風藝術和現代風格盛行的年代，但該站卻是以其古典莊嚴的建築風格聞名。車站具有巨大的候車室和華麗的通道。車站取代了原三十二街車站，並於1950年取代了百老匯街車站成為賓州鐵路在費城的總站。目前為費城市鐵路總站，美鐵和通勤列車均停靠本站。
聯合車站－華盛頓特區

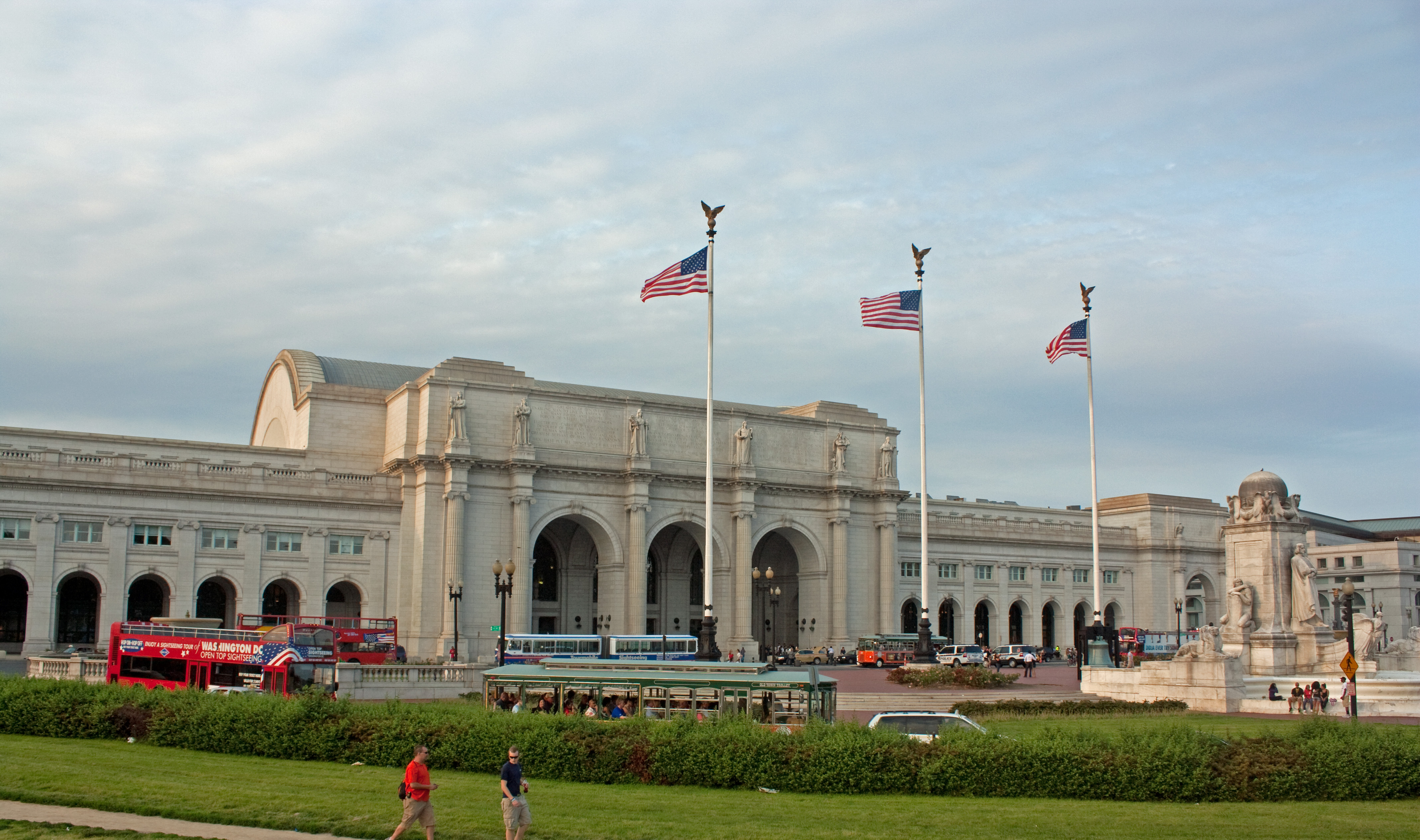
華盛頓特區聯合車站

華盛頓特區聯合車站為賓州鐵路和巴爾的摩和俄亥俄鐵路共同建設，為賓州鐵路在首都的交通樞紐，在此站亦可轉乘俄亥俄和巴爾的摩鐵路和南方鐵路的火車。車站由丹尼爾·伯恩罕設計，1908年正式啓用。 “里士滿、弗雷德里克斯堡和波托馬克鐵路”亦提供從本站向南前往里士滿的線路，全長約100英里（160公里）。在里士滿可以轉乘大西洋海岸線鐵路和海濱飛行鐵路至南北卡羅來納、佐治亞和佛羅里達。

## 歷任領導
賓州鐵路歷任總裁：
- 塞繆爾·V·梅里克（1847–1849）
- 威廉·C·帕特森（1849–1852）
- 約翰·埃德加·湯姆森（1852–1874）
- 托馬斯·A·斯科特（1874–1880）
- 喬治·布魯克·羅伯茨（1880–1896）
- 弗蘭克·湯姆森（1897–1899）
- 亞歷山大·J·卡薩特（1899–1906）
- 詹姆斯·麥克雷（1907–1912）
- 塞繆爾·芮亞（1913–1925）
- 威廉·A·阿特伯里（1925–1935）
- 馬丁·W·克萊門特（1935–1948）
- 瓦爾特·S·富蘭克林（1948–1954）
- 詹姆斯·M·塞姆斯（1954–1960）
- 艾倫·J·格里諾（1960–1968）

賓州鐵路首席執行官：
- 詹姆斯·M·塞姆斯（1960–1963）
- 斯圖爾特·T·桑德斯（1963–1968）

此外，賓州鐵路在1960年代主要持股者為亨利·斯特瑞克·泰勒，其為伊利諾伊州著名的雅各布·布恩家族成員之一。另一位為霍華德·布切爾三世，為費城破產結算事務所“布切爾和謝爾德”（後更名為“布切爾和辛格”）的總裁。